# Schlanders

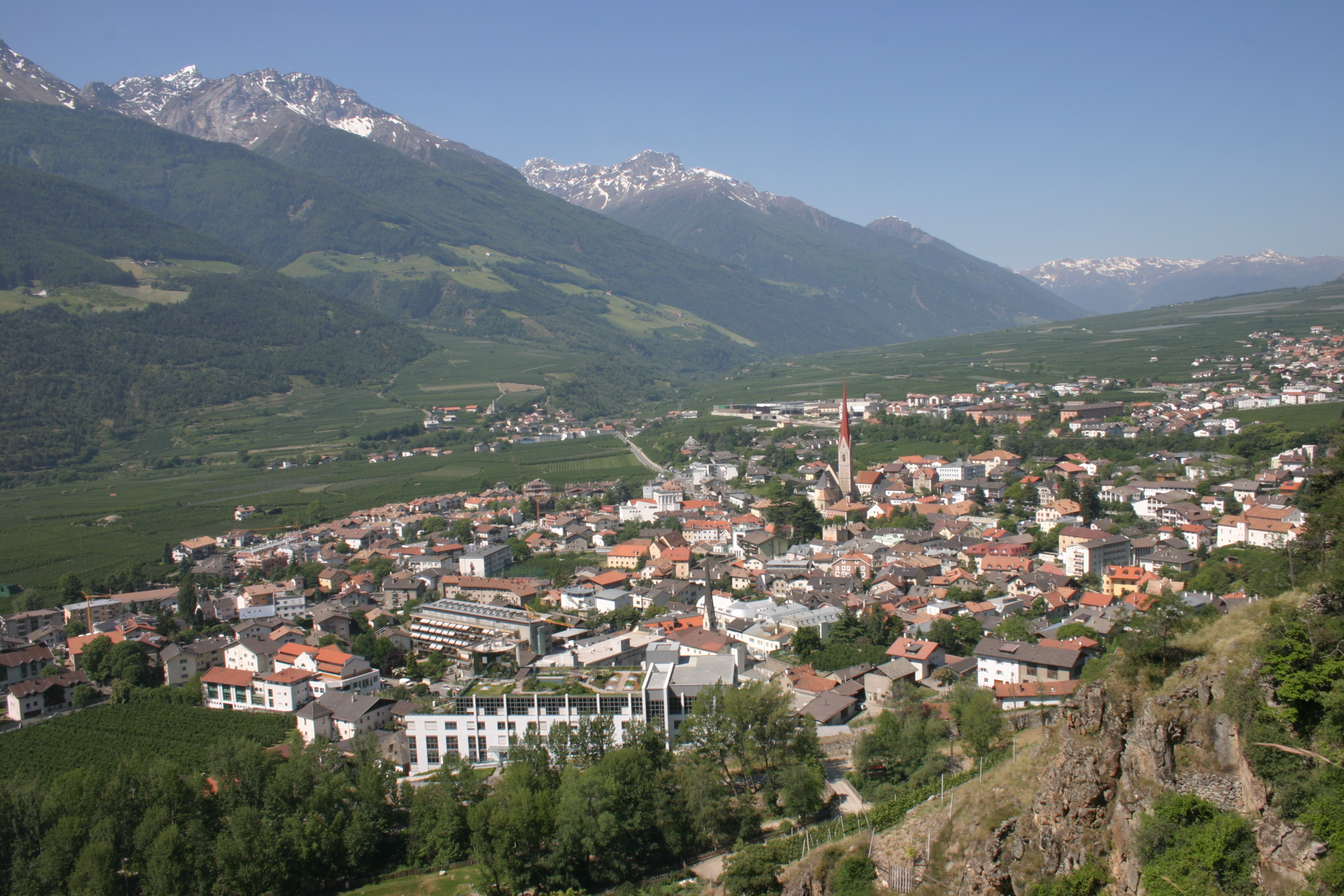
Blick auf Schlanders

Schlanders ([ˈʃlandɐs]; italienisch Silandro) ist eine italienische Gemeinde mit 6358 Einwohnern (Stand 31. Dezember 2023) im Vinschgau in Südtirol. Zur Gemeinde gehören neben dem gleichnamigen Hauptort auch die Fraktionen Kortsch, Göflan, Vetzan, Nördersberg und Sonnenberg. Schlanders ist Sitz der Bezirksgemeinschaft Vinschgau sowie Standort des einzigen Krankenhauses der Talschaft und mehrerer weiterführender Schulen.

## Geographie
Schlanders liegt in der geographischen Mitte des Vinschgaus, welches sich als alpines Längstal durch den westlichen Teil von Südtirol zieht. Drei der fünf Fraktionen der Gemeinde, der Hauptort Schlanders (721 m s.l.m.), Kortsch (800 m s.l.m.) und Vetzan (700 m s.l.m.), befinden sich auf Schwemmkegeln auf der orographisch linken, nördlichen Seite des Etschtals; Göflan (750 m s.l.m.) liegt beiderseits der Etsch. Nördlich oberhalb des Talbodens bieten die Hänge des Sonnenbergs in mittelgebirgiger Lage mehreren Bauernhöfen Platz. Überragt werden diese von Gipfeln der Ötztaler Alpen, die hier dem Saldurkamm zugerechnet werden. Erschlossen ist das zur Gemeinde gehörende Gebiet durch das unbewohnte, beim Hauptort Schlanders abzweigende Hochtal Schlandraun, das vom Schlandraunbach durchflossen wird und von zahlreichen Dreitausendern umkränzt ist, darunter der Ramudlaspitze (3366 m), dem Hochalt (3285 m) und der Mastaunspitze (3200 m). Direkt südlich des Talbodens des Etschtals beginnt der Nationalpark Stilfserjoch. Über die Hänge des ebenfalls von Bauernhöfen besiedelten Nördersbergs steigt das Gelände zu den Gipfeln der Ortler-Alpen an. Die Laaser Spitze (3305 m s.l.m.), der Untergruppe der Laaser Berge zugerechnet, bildet hier den höchsten Gipfelpunkt.
|                        | Jan  | Feb  | Mär  | Apr  | Mai  | Jun  | Jul  | Aug  | Sep  | Okt  | Nov  | Dez  |   |       |
| Mittl. Temperatur (°C) | 0,8  | 3,3  | 7,6  | 11,5 | 15,3 | 19,1 | 20,5 | 19,8 | 15,9 | 11,1 | 5,5  | 1,1  | ⌀ | 11    |
| Mittl. Tagesmax. (°C)  | 4,7  | 8,1  | 13,2 | 17,4 | 21,2 | 25,3 | 26,7 | 25,7 | 21,4 | 16,0 | 9,4  | 4,4  | ⌀ | 16,2  |
| Mittl. Tagesmin. (°C)  | −3,2 | −1,5 | 2,1  | 5,6  | 9,4  | 12,9 | 14,2 | 13,9 | 10,4 | 6,2  | 1,5  | −2,3 | ⌀ | 5,8   |
|                        |      |      |      |      |      |      |      |      |      |      |      |      |   |       |
| Niederschlag (mm)      | 20,7 | 16,7 | 24,8 | 34,3 | 51,4 | 71,4 | 70,5 | 92,0 | 52,3 | 57,6 | 67,7 | 31,4 | Σ | 590,8 |
|                        |      |      |      |      |      |      |      |      |      |      |      |      |   |       |
| Regentage (d)          | 3    | 4    | 4    | 5    | 7    | 9    | 10   | 11   | 7    | 6    | 6    | 4    | Σ | 76    |

| −3,2 |

| −1,5 |

| 2,1 |

| 5,6 |

| 9,4 |

| 12,9 |

| 14,2 |

| 13,9 |

| 10,4 |

| 6,2 |

| 1,5 |

| −2,3 |

| −3,2 |

| −1,5 |

| 2,1 |

| 5,6 |

| 9,4 |

| 12,9 |

| 14,2 |

| 13,9 |

| 10,4 |

| 6,2 |

| 1,5 |

| −2,3 |

| N i e d e r s c h l a g | 20,7 | 16,7 | 24,8 | 34,3 | 51,4 | 71,4 | 70,5 | 92,0 | 52,3 | 57,6 | 67,7 | 31,4 |
|                         | Jan  | Feb  | Mär  | Apr  | Mai  | Jun  | Jul  | Aug  | Sep  | Okt  | Nov  | Dez  |

## Etymologie
Schlanders wird erstmals im Jahr 1077 in der latinisierten Form Slanderes erwähnt, 1101 erstmals deutsch Schlandere. Weitere Zeugnisse des Namens sind: 1170 Slanders, 1252 Schlanders, 1352 Slanders, 1426 Slanders, 1518 Schlanders.
Der Ortsname steht wohl in einem Zusammenhang mit dem Schlandraunbach (1334 fluvius Slandruni). Kühebacher setzt die indogermanische Silbe *sal-, keltisch *sala- (‚Weide, schmutzig, grau, von Grauweiden bewachsen‘) an. Finsterwalder hingegen geht von der Silbe *sil-/*sul- (‚rinnen/brausen‘) aus und rekonstruiert *Silandria in Analogie zu den Namen Silz und Sill in Nordtirol oder Silla im Trentino.
1923 wurde der Ortsname zu „Silandro“ italianisiert und amtlich eingetragen.

## Geschichte

### Vorgeschichte
In der Jungsteinzeit um 3500 v. Chr. waren die Hänge um Schlanders von nomadisierenden Hirten und Jägern bewohnt. Der älteste Fund aus dieser Zeit ist eine Lochaxt. Ötzi, der Mann vom Tisenjoch, durchstreifte um 3200 v. Chr. die Höhen des Vinschgaus. Artefakte (Beile und Sicheln) aus einem Depotfund am Schlanderser Sonnenberg lassen auf Sesshaftigkeit und landwirtschaftliche Tätigkeiten in der Eisenzeit (um 600 v. Chr.) schließen. Um 300 v. Chr. gab es rätische Höhensiedlungen im Vinschgau. Siedlungsaktivitäten sind auch in Schlanders auf Rossladum, auf Kortsch und der Südseite des Sonnenberges auszumachen.

### Römerzeit
Bei der Eroberung des Alpenbereiches durch die Römer unter Augustus 15 v. Chr. hatten seine Stiefsöhne Drusus und Tiberius den Oberbefehl und unterjochten auch die Venosten, die damals den Vinschgau bewohnten. Etwa 40 n. Chr. wurde die Via Claudia Augusta gebaut, eine Handels- und Militärstraße, die von Altinum am Adriatischen Meer durch den Vinschgau bis nach Augusta Vindelicum (Augsburg) führte. In der Nähe von Schlanders konnte die Trasse nicht genau lokalisiert werden. Münzfunde weisen sie auf die orografisch linke Talseite.

### Mittelalter
Sankt Georg am Sonnenberg weist auf eine Besiedelung des Gadriaschuttkegels im Bereich von Schlanders und Kortsch um 700 n. Chr. Die erste urkundliche Nennung des Namens Schlanders erfolgte 1077. Kaiser Heinrich IV. übertrug dem Brixner Bischof Altwin umfangreiche Besitzungen in „Slanderes“, das als in der Vinschgauer Grafschaft des Gerung gelegen bezeichnet wird, als Reichslehen. Damals war der Investiturstreit zwischen Kaiser und Papst entbrannt, durch die Schenkungen hatte der Kaiser wichtige Stützpunkte im Lande mit Vertrauenspersonen besetzt.

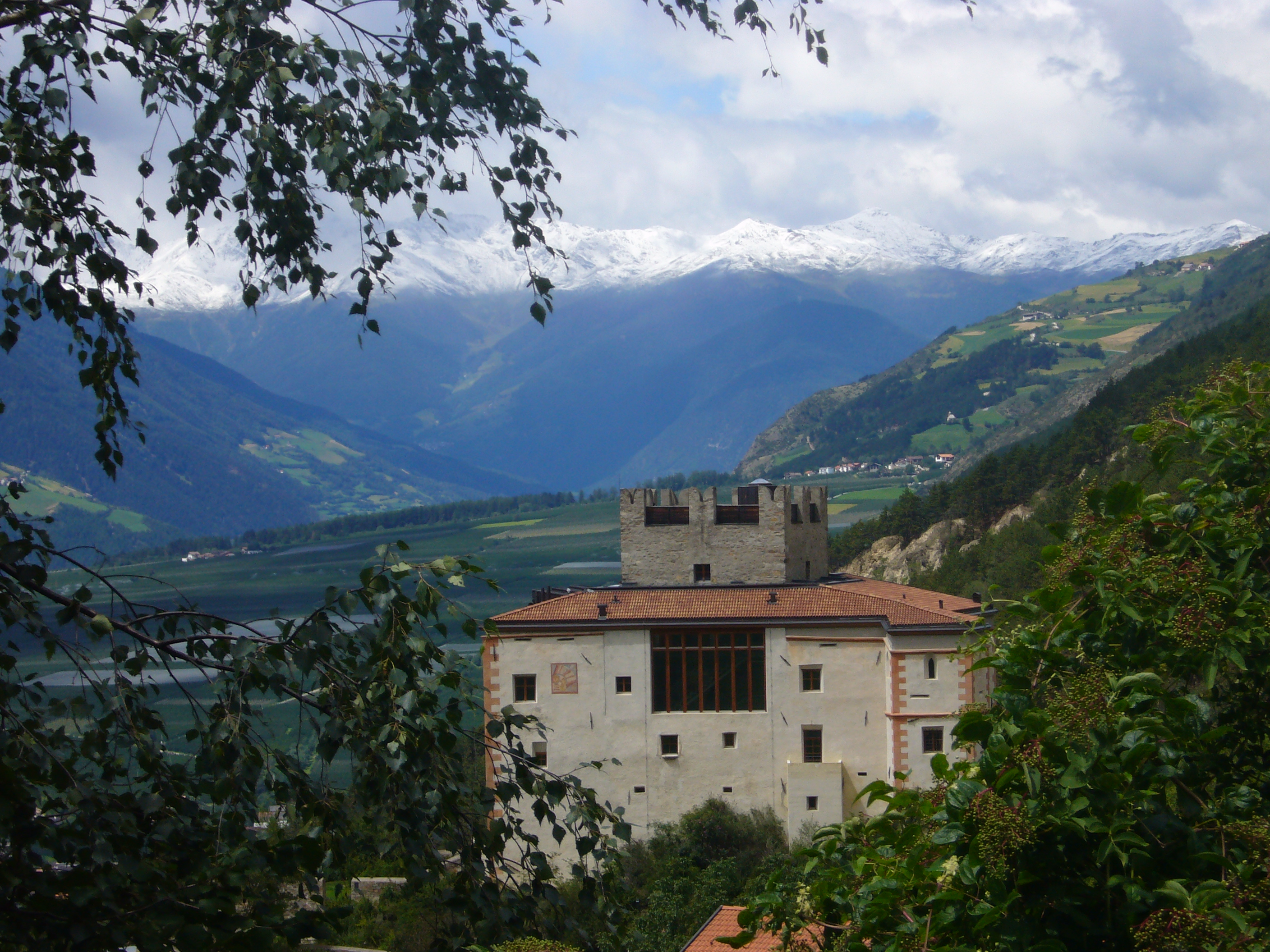
Schloss Schlandersberg

Um 1100 übten die Herren von Montalban in Schlanders und Umgebung großen Einfluss aus. Das Gut Slanderes war 1148 in den Händen der Grafen von Morit-Greifenstein. Im Tauschwege kam es an Graf Ulrich III. von Tarasp. Die Lehensnehmer auf der Burg waren die Herren von Schlandersberg, eine Nachfahrenlinie derer von Montalban. Sie erbauten im 13. Jahrhundert das Schloss Schlandersberg und besaßen es bis zu ihrem Aussterben 1755. Es gab um 1200 zwei Siedlungskerne, die die weitere Entwicklung von Schlanders beeinflussten: den Bereich um die Pfarrkirche und die Gemarkung um die Sankt-Ingenuin-Kirche (heute Ladurner). Kaiser Friedrich II. übertrug 1235 die Kirche zu Schlanders dem Deutschen Ritterorden. Vorher war sie wahrscheinlich im Besitz des mächtigen süddeutschen Adelsgeschlechtes der Welfen. Mit der Kirche nahm der Ritterorden eine Reihe von Höfen in und um Schlanders in Besitz. 1290 verließen die Herren von Schlandersberg ihren Turm auf Juval am Schlandraunbach (später Stachelburg) und übersiedelten auf die neue Höhenburg Schlandersberg am Sonnenberg.
1305 gründete der Deutsche Orden die Landkommende Schlanders. Ein Zinsbuch der Kommende Schlanders von 1334 gibt Aufschluss über Besitzungen und Einkünfte des Deutschen Ordens in Schlanders. Das Gericht Schlanders wurde 1355 erstmals urkundlich erwähnt. Richter war damals Egno iudex de Slanders. Unter den Tiroler Adeligen, die 1386 in der Schlacht bei Sempach gegen die Schweizerische Eidgenossenschaft fielen, war auch Peter von Schlandersberg. Um 1400 entwickelten sich zwei weitere Siedlungskerne mit Eyrserturm und Behaimturm. Maximilian I. (1490–1519) kaufte 1496 in Schlanders von Sebastian Sennauer ein Haus und ließ es zum Gerichtssitz ausbauen. Nachdem die Eidgenossen während des Engadinerkriegs 1499 die Schlacht an der Calven bei Glurns gewonnen hatten, brannten sie Vinschgauer Dörfer nieder, darunter auch Schlanders.

### 16. Jahrhundert

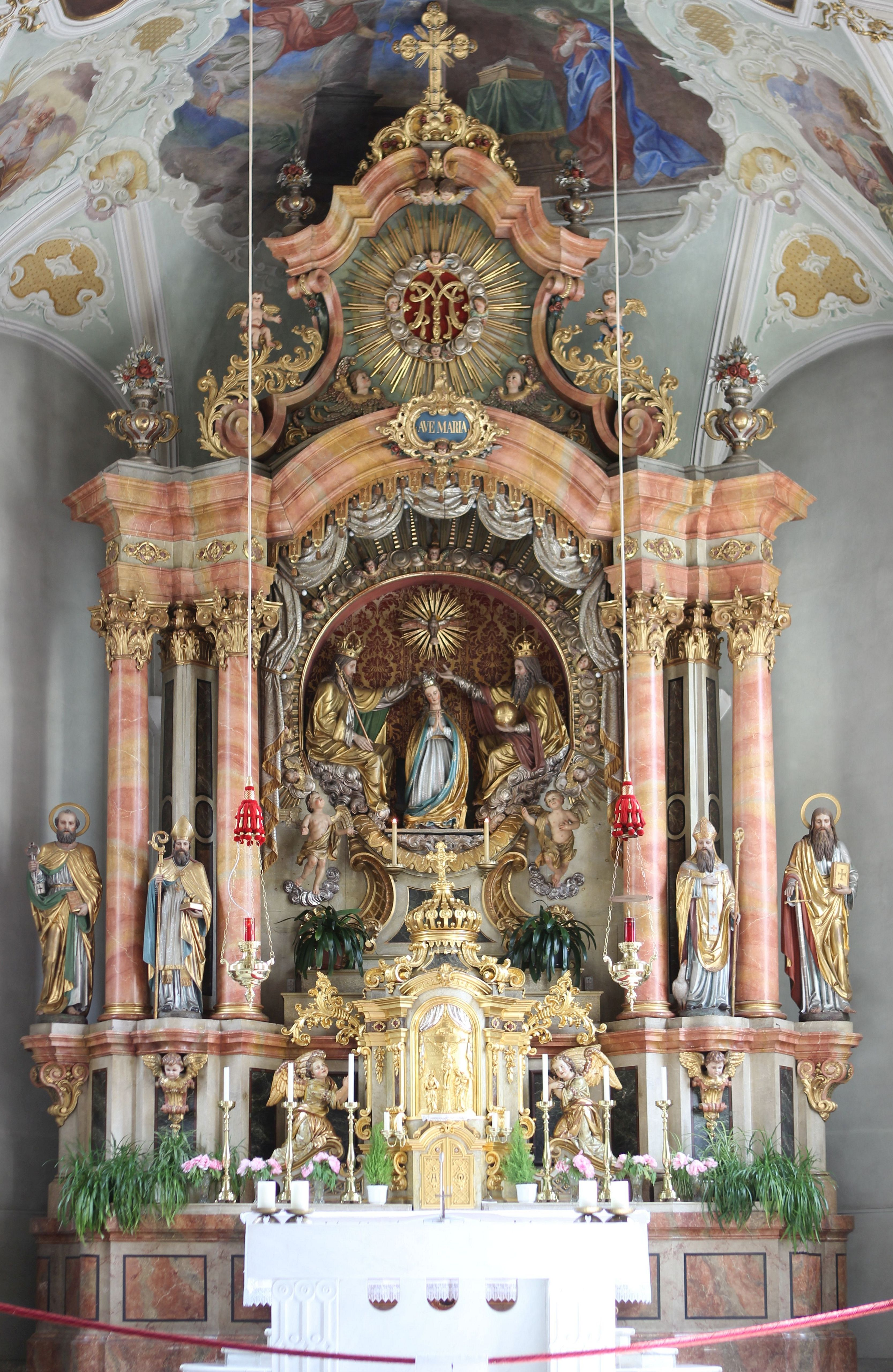
Hochaltar der Pfarrkirche Schlanders Maria Himmelfahrt

Während der Bauernkriege rebellierten 1525 auch in Schlanders Bauern gegen die Obrigkeit. 1529 machte der bekannte Täufer Georg Blaurock aus der Schweiz in Schlanders Station. Schlanders war um 1556 ein Zentrum des Täufertums. Hans Pürchner war Vorsteher einer solchen Gruppe. Die Täufer wurden grausam verfolgt; so wurde der bekannte Täufer Balthasar Dosser 1561 wegen seiner sozialrevolutionären Ideen in Schlanders gefangen genommen und in Innsbruck hingerichtet. Um 1590 ist eine deutsche Schule nachgewiesen. Die Schüler lernten Lesen, Schreiben und Rechnen.

### 17. Jahrhundert
Die Grafen von Hendl erbauten ab 1600 die Schlandersburg. Die Pest wütete 1635 in der Region, in Schlanders und Umgebung starben rund 1.600 Menschen. Das Kapuzinerkloster wurde 1643 gebaut. Ein Jahr später kamen die Kapuziner nach Schlanders; sie errichteten ein Hospiz. Wegen großer allgemeiner Not wurde der Wald um Schlanders zwischen den Ortschaften Göflan, Kortsch und Schlanders aufgeteilt. 1652 wurde der Ansitz Heydorf gebaut, 1695 errichteten die Grafen Hendl den Ansitz Schlanderegg.

### 18. Jahrhundert
1703 rückten die Schlanderser Standschützen gegen die einfallenden Bayern aus. Umbauarbeiten an der Deutschordenskommende und am Pfarrwidum wurden 1705 durchgeführt, Umbauten am Ansitz Plawenn, damals Freidenthurn genannt, 1720. Ein Ausbruch des Schlandraunbachs 1731 zerstörte oder beschädigte 30 Häuser. Die Wasserschutzmauer („Greibm-Mauer“) am Schlandraunbach, der ein neues Bachbett bekam, wurde daraufhin 1732 erneuert. Die Herren von Schlandersberg starben 1755 in männlicher Linie aus. Beim ersten Franzoseneinfall 1796 rückte die Schützenkompanie Schlanders zur Grenzsicherung aus.

### 19. Jahrhundert
Nachdem Tirol 1805 zu Bayern gekommen war, rief Martin Theimer (1778–1838) 1809 in Schlanders zum Aufstand gegen die bayrisch-französische Besatzung auf. Matthias Purtscher, Lehrer in Schlanders, wurde Adjutant des Oberbefehlshabers Andreas Hofer. Joseph Daney (1782–1826), Priester aus Schlanders, beteiligte sich an den Aufständen, wenn auch mit einem eher distanzierten Verhältnis zu den Führungspersönlichkeiten des Aufstandes. Die bayerische Besatzung
vertrieb 1811 den Deutschen Orden aus Schlanders, die Kommende wurde Gerichtssitz. 1812 wurde Schlanders Sitz des Dekanates. Die Gerichte Schlanders und Kastelbell wurden 1825 zusammengelegt und 1826 zum k.k. Landgericht Schlanders erhoben.
1859 wurde Schlanders Garnisonsort. Die frühere Deutschordenskommende wurde 1860 Pfarrwidum, das Gericht wurde in die Schlandersburg verlegt. Im gleichen Jahr gründete sich der Männergesangsverein Schlanders. Die erste Gemeindesparkasse von Tirol wurde 1873 in Schlanders gegründet, die Freiwillige Feuerwehr Schlanders 1875.

### Anfang des 20. Jahrhunderts bis zum Zweiten Weltkrieg

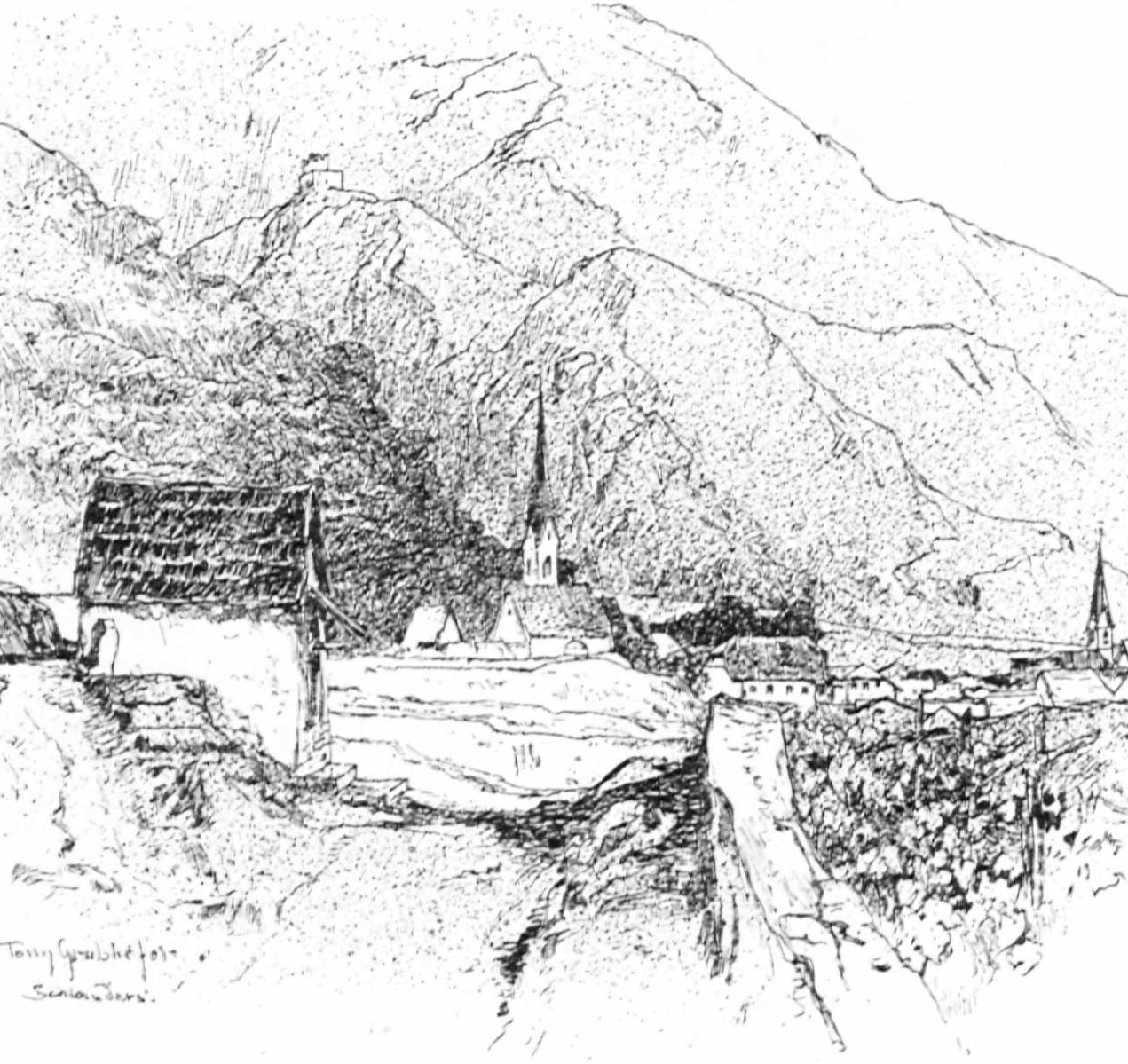
Tony Grubhofer: Schlanders (1899)

Mit Erlass des Kaisers Franz Joseph I. wurde Schlanders 1901 zum Sitz der Bezirkshauptmannschaft. Die Vinschgaubahn wurde 1906 gebaut. Der Obstanbau gewann in dieser Zeit an Bedeutung, und Schlanders bekam im gleichen Jahr das Marktrecht. 1915 zog das Standschützenbataillon von Schlanders mit 1050 Mann und Offizieren in den Krieg an die Ortlerfront. Nach dem Waffenstillstand 1918 marschierten italienische Truppen in Schlanders ein und besetzten die Kaserne des hier bis 1914 stationierten II. Bataillons des Böhmischen Infanterie-Regiments „Viktor Emanuel III. König v. Italien“ Nr. 28. Inzwischen wurde der Standort aufgegeben. Schlanders wurde 1923 zur faschistischen Unterpräfektur erhoben. 1928 erfuhr das Gemeindegebiet von Schlanders eine enorme Vergrößerung, als es um die bis dato eigenständigen Gemeinden Kortsch, Göflan, Nördersberg, Sonnenberg und Vetzan vergrößert wurde. Die Gemeinde bekam ein eigenes Wappen verliehen, Kasernen wurden gebaut. 1939 begann auch in Schlanders die Option.

### Nach dem Zweiten Weltkrieg bis zur Gegenwart
1946 wurde die Obstgenossenschaft GEOS gegründet. Nach den Gemeinderatswahlen 1952 wurde Josef Benedikter Bürgermeister. Das Krankenhaus Schlanders wurde 1958 gebaut, im gleichen Jahr gründete sich die Freiwillige Blutspendervereinigung Vinschgau. 1962 gründete der Schlanderser Bürgermeister Erich Müller die Talgemeinschaft Vinschgau (später Bezirksgemeinschaft Vinschgau) mit Sitz in Schlanders. Ein Realgymnasium und eine Handelsschule wurden 1966/67 eingerichtet. 1973 wurde die Industriezone Vetzan, eine „Produktionszone von Landesinteresse“, ausgewiesen. Seit der Errichtung der Fußgängerzone Schlanders 1996 ist die Hauptstraße im Dorfkern verkehrsfrei. 1996 wurde auch das Kulturhaus „Karl Schönherr“, das Kultur- und Veranstaltungszentrum von Schlanders, neueröffnet. Die Vinschgaubahn nahm am 5. Mai 2005 ihren Betrieb wieder auf. 2009 hatte die Gemeinde Schlanders 6014 Einwohner, im Hauptort Schlanders lebten 3445 Menschen.

## Politik

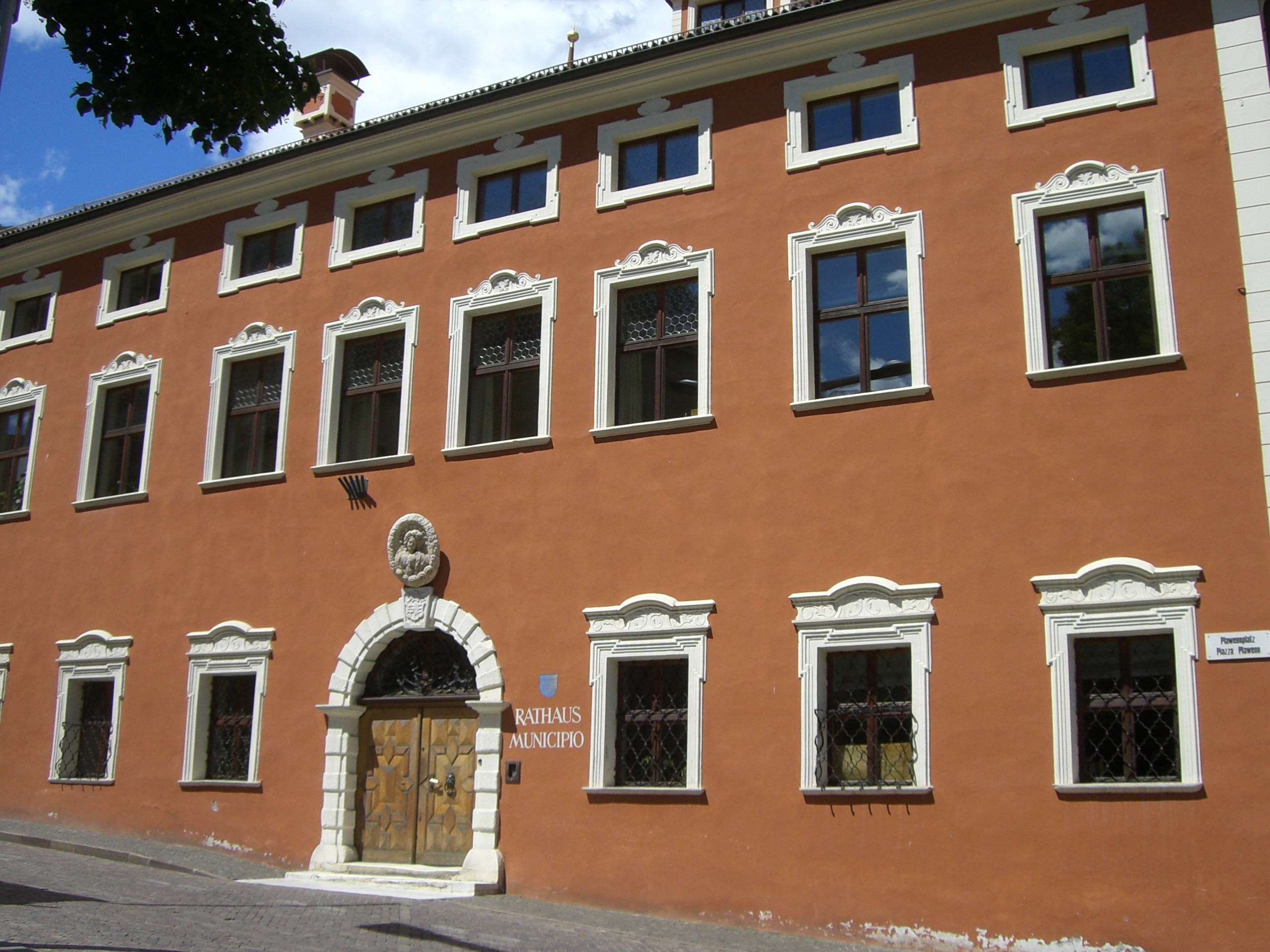
Gemeindegebäude von Schlanders

### Bürgermeister
Bürgermeister seit 1952:
- Josef Benedikter: 1952–1956
- Karl Matscher: 1956–1958
- Erich Müller: 1958–1969
- Jakob Lechthaler: 1969–1978
- Anton Alber: 1978–1980
- Heinrich Kofler: 1980–1995
- Johann Wallnöfer: 1995–2010
- Dieter Pinggera: 2010–2025
- Christine Kaaserer: seit 2025

### Wappen
Auf der Burg Schlandersberg hoch über Schlanders residierten von ca. 1200 bis 1771 die adeligen Herren von Schlandersberg. Ihr Wappenschild zeigt auf blauem Grund drei silbergraue Spitzen, die untereinander angeordnet sind. Sie laufen nach rechts und enden spitz am rechten Schildrand. Die Gemeinde Schlanders hat dieses Adelswappen übernommen.
Die Verleihung dieses Wappens erfolgte zur Zeit der italienisch-faschistischen Verwaltung im Jahre 1928 durch königlichen Regierungserlass.

### Partnerschaften
- Böhl-Iggelheim, Deutschland
- St. Anton am Arlberg, Österreich

## Bevölkerung
Schlanders ist gemäß den erhobenen Sprachgruppenzugehörigkeitserklärungen bzw. Sprachgruppenzuordnungserklärungen eine weitgehend deutschsprachige Gemeinde. Als Berechnungsgrundlage der folgenden Prozentwerte wurden die gültigen Erklärungen von Personen mit italienischer Staatsbürgerschaft herangezogen.
| Sprache     | 1981    | 1991    | 2001    | 2011    | 2024    |
| ----------- | ------- | ------- | ------- | ------- | ------- |
| Deutsch     | 94,86 % | 93,32 % | 94,02 % | 94,66 % | 93,54 % |
| Italienisch | 5,04 %  | 6,51 %  | 5,81 %  | 5,19 %  | 6,42 %  |
| Ladinisch   | 0,11 %  | 0,17 %  | 0,17 %  | 0,14 %  | 0,04 %  |

## Kultur und Sehenswürdigkeiten

### Kulturhaus

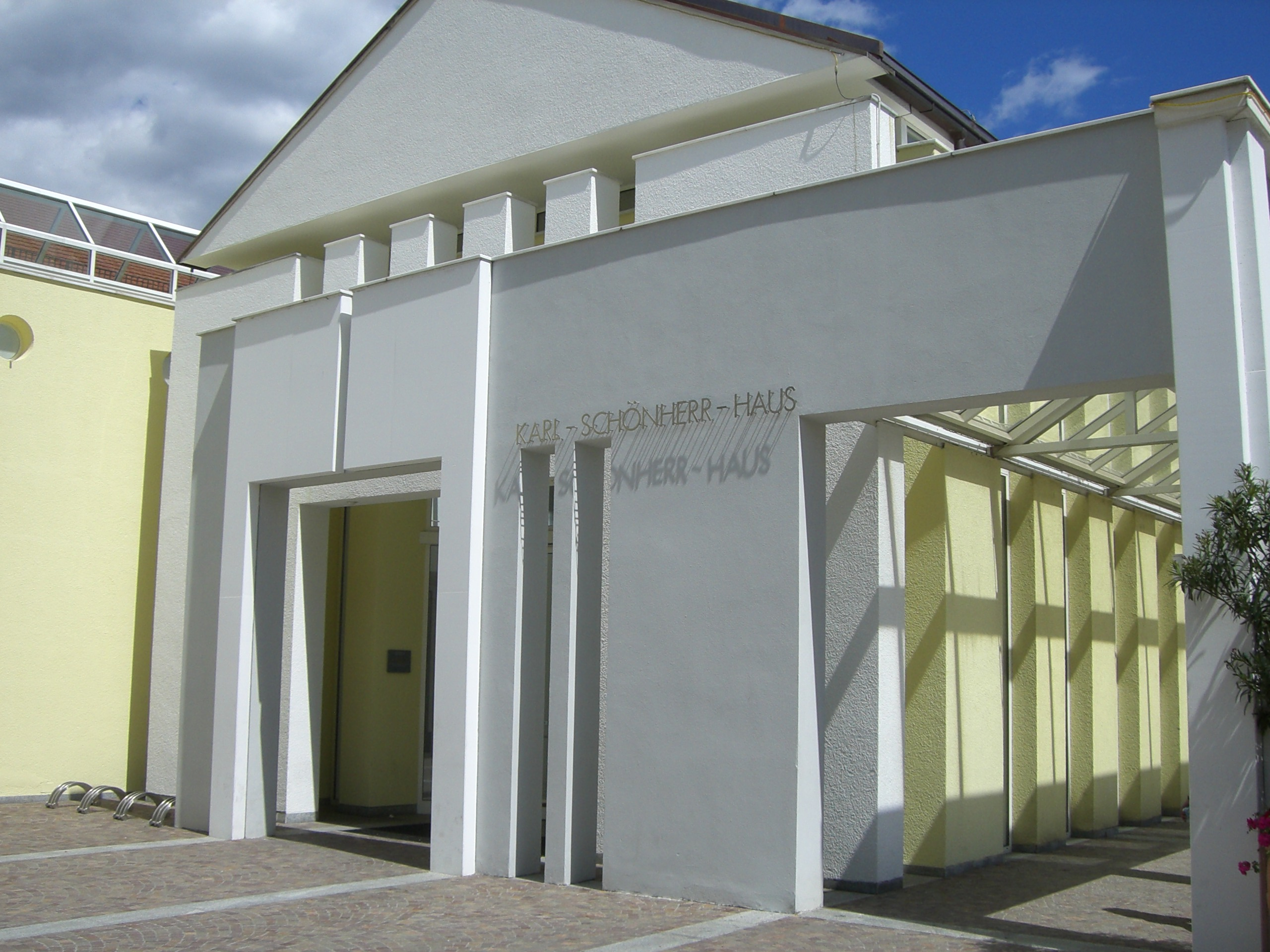
Kulturhaus von Schlanders

Das Kulturhaus „Karl Schönherr“ ist das Zentrum für kulturelle Veranstaltungen. Es hat einen Theatersaal mit großer, schön ausgebauter Bühne. Dieser Saal wird auch als Kino genutzt. Außerdem gibt es einen großen Vortragssaal, Ausstellungsräume, Vereinssäle, Café am Platzl, Küche, Kegelbahn sowie Spielautomaten- und Billardzimmer, Geschäfts- und Büroräume, Dienstwohnungen, Freiflächen und Tiefgarage.

### Musik und Theater
Die Bürgerkapelle Schlanders wurde 1804 gegründet. Es gibt außerdem einen Männergesangsverein, einen Kirchenchor, eine Jagdhornbläsergruppe „St. Hubertus“, einen Theaterverein in Schlanders und einen Theaterverein in Kortsch.

### Bauwerke

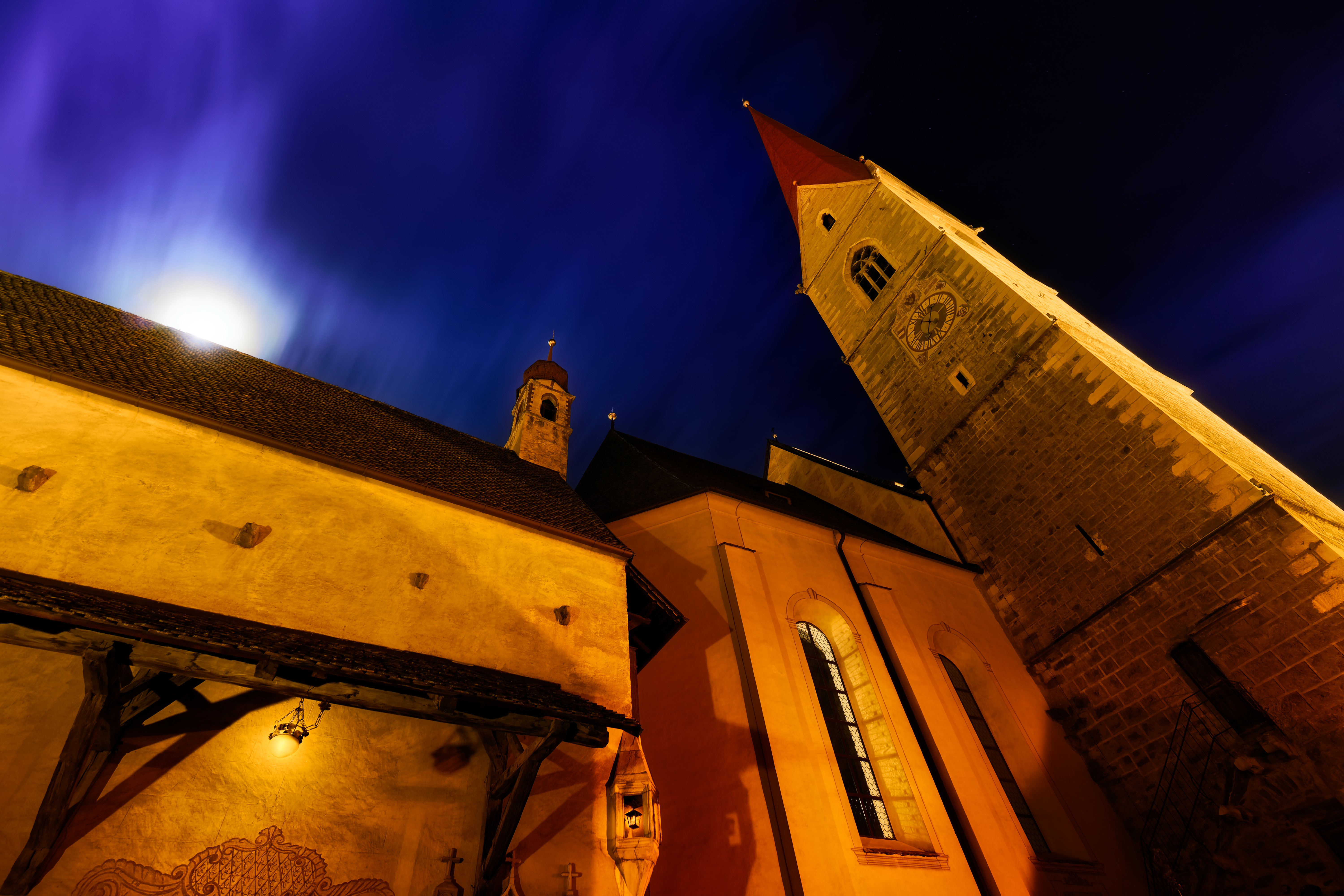
Mariä Himmelfahrt bei Nacht

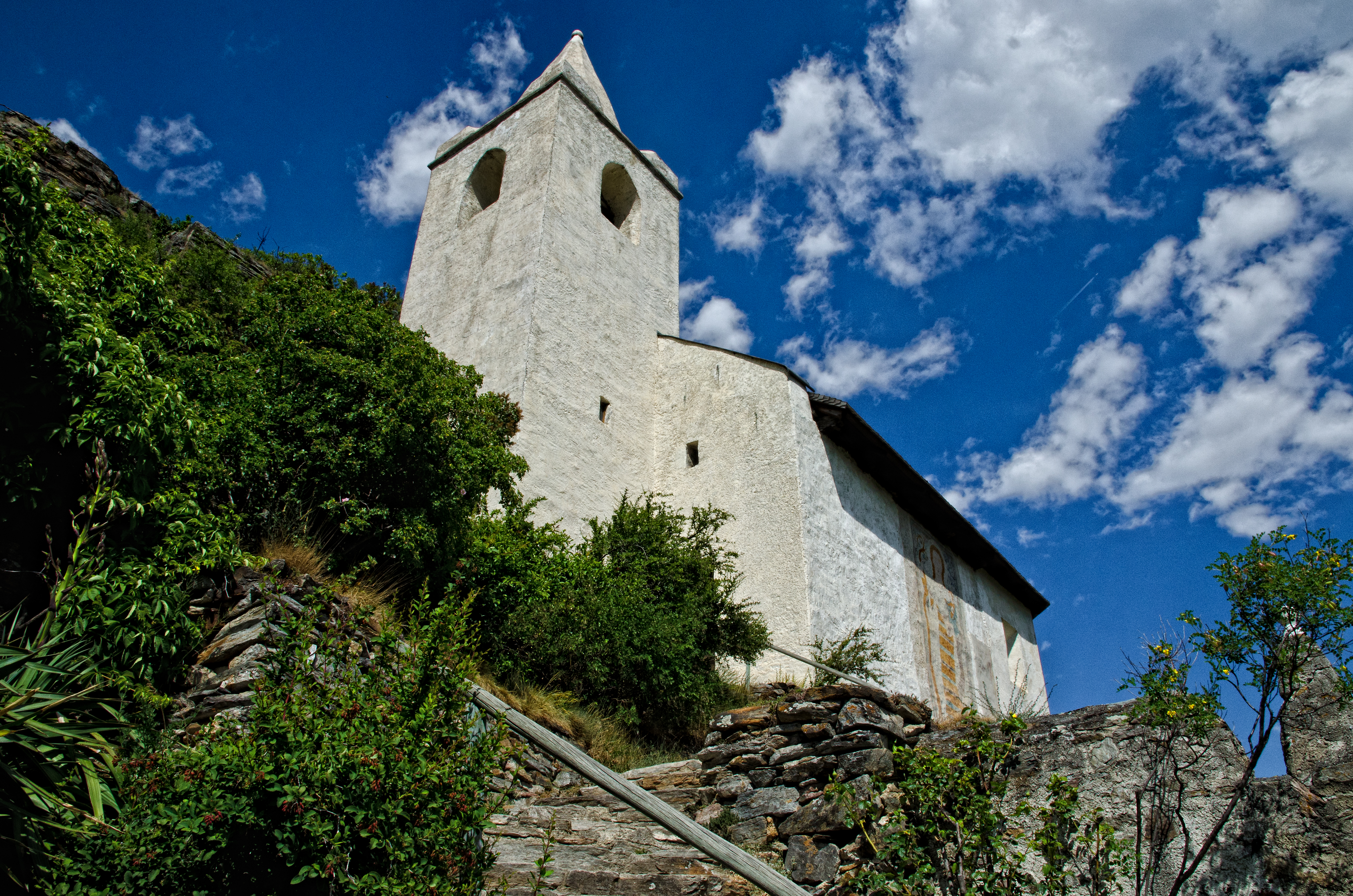
St.-Ägidius-Kirche

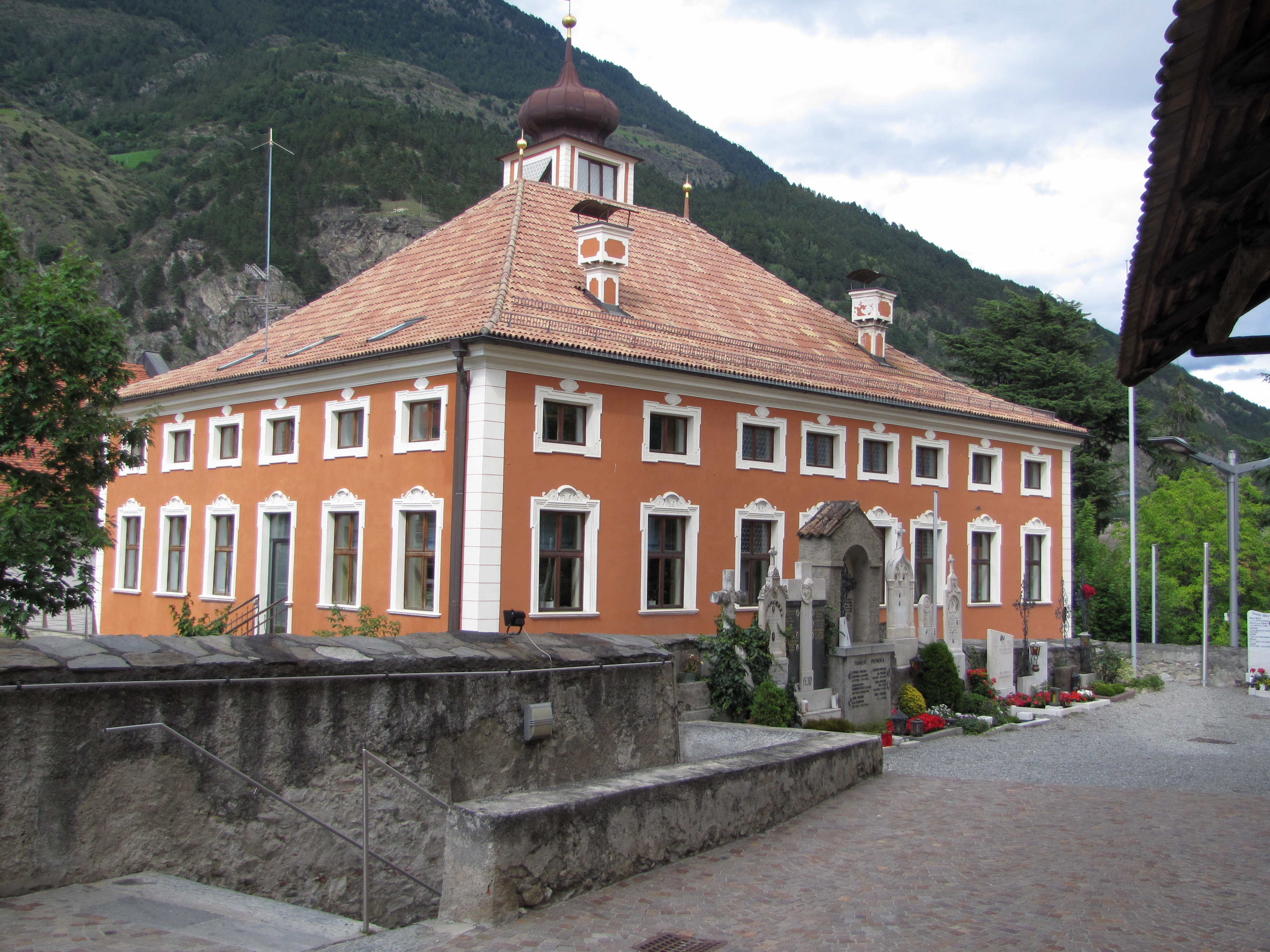
Freienthurm

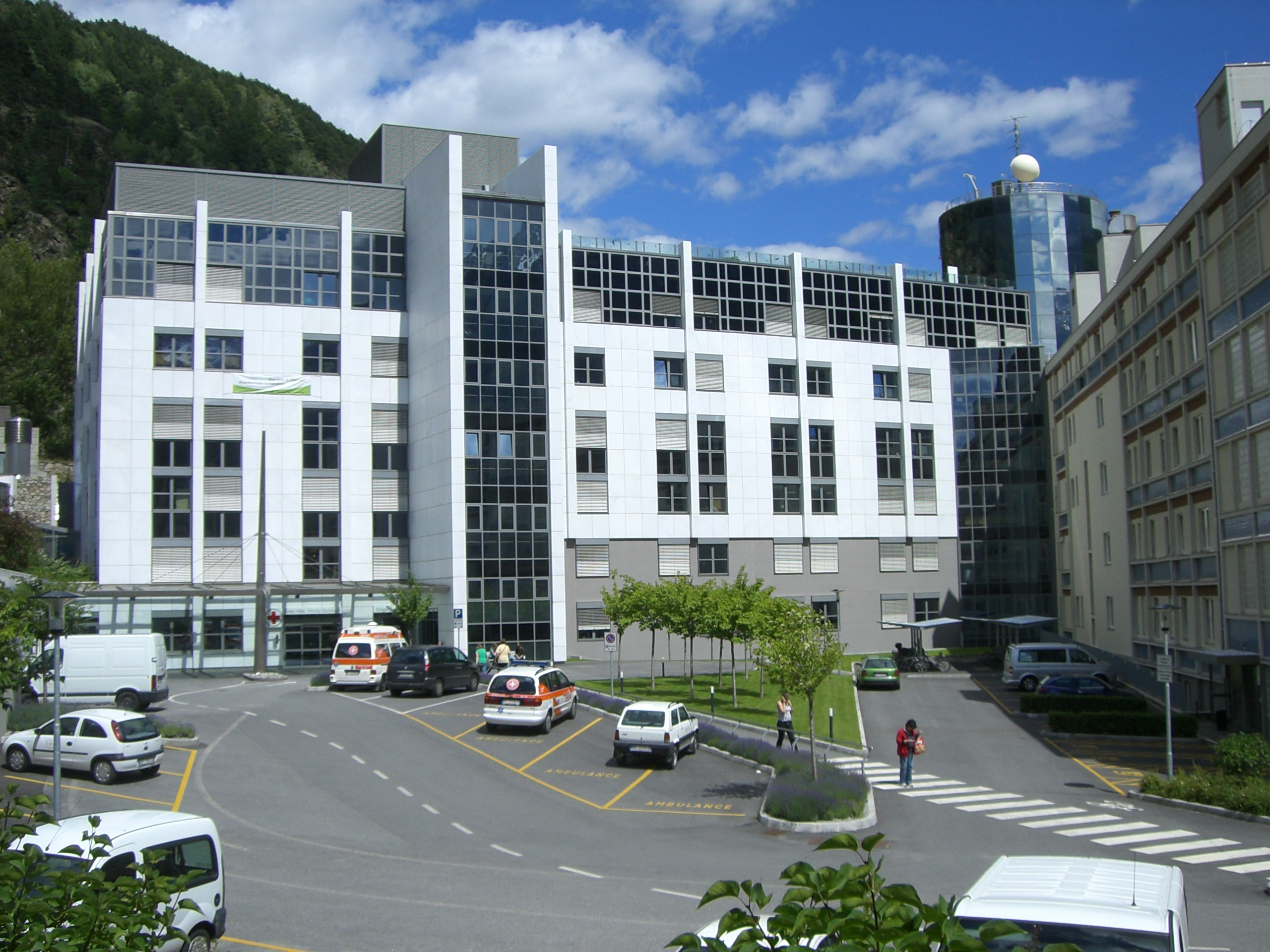
Krankenhaus von Schlanders

Schlanders ist reich an historischen Bauten, die zur Besichtigung einladen. Sie begleiten die Entwicklung des Dorfes vom 13. bis zum 20. Jahrhundert und geben Zeugnis von der Geschichte des Vinschgauer Hauptortes. Erbaut wurden viele dieser Bauwerke vom Deutschen Ritterorden oder von örtlichen Adelsgeschlechtern, wie den Schlandersbergern oder den Grafen Hendl. Im ausgehenden 20. Jahrhundert treten auch das Land Südtirol, die Bezirksgemeinschaft Vinschgau und die Gemeinde Schlanders als Bauherrn auf.

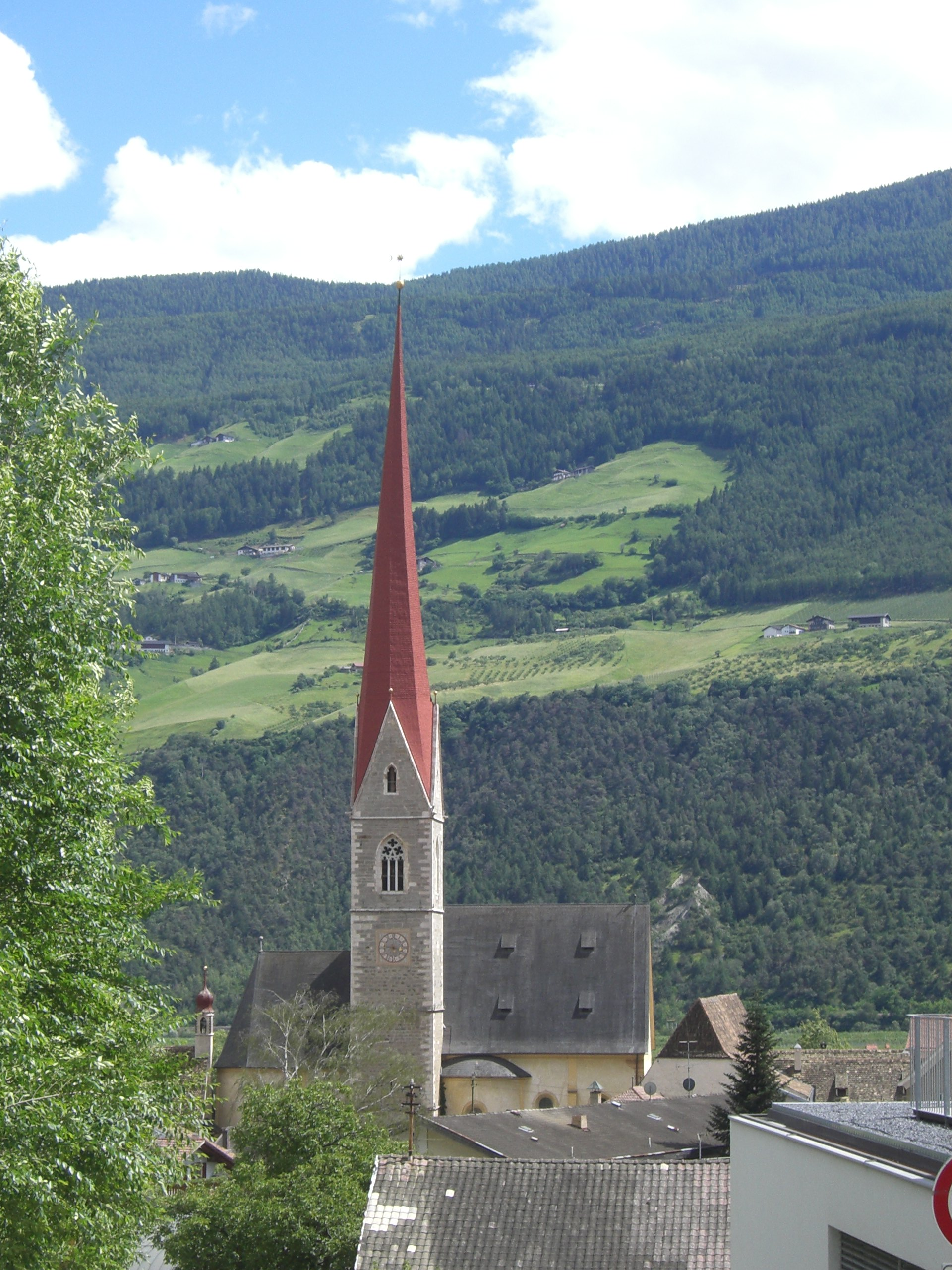
Blick auf die Pfarrkirche Schlanders

- Schloss Schlandersburg

- Schloss Schlandersberg

- Pfarrkirche Mariä Himmelfahrt

- Michaelskapelle

Sie liegt am Friedhof neben der Pfarrkirche und wurde bereits 1304 erwähnt. Nach der Zerstörung im Schwabenkrieg wurde sie in der jetzigen Form wiederaufgebaut. Heute dient sie als Leichenkapelle.
- Kapuzinerkirche und Kloster

Im Jahre 1644 kamen die Kapuziner nach Schlanders und errichteten Kirche und Kloster. Die Kirche, ein einfacher Saalbau, ist dem Heiligen Johannes dem Täufer geweiht. Die Weihe fand am 27. November 1648 durch den Churer Bischof Johannes V. Flugi von Aspermont statt. Das Kloster wurde am 15. August 1808 von der bayerischen Regierung evakuiert. Die Kapuziner kehrten nach der Schlacht am Bergisel wieder zurück. Wie die meisten Kirchen dieses Ordens weist das Kloster ein rechteckiges Langhaus, einen quadratischen Chor und eine Seitenkapelle auf, die Ausstellung ist schmuckloser Frühbarock. Der Klosterkomplex wurde seit 1990 in mehreren Etappen saniert. 2018 verließen die letzten Kapuziner die Klosteranlage.
- Spitalkirche

- St. Ägidius

Die kleine Kirche steht am Schatzknott in Kortsch am Sonnenberg; sie ist von Schlanders aus gut sichtbar. Die Kapelle wurde im 14. Jahrhundert im romanischen Stil erbaut. An der südlichen Außenmauer befindet sich ein Wandgemälde, das den Hl. Christophorus darstellt. Im Inneren wurden 1985 Fresken aus dem 13. Jahrhundert freigelegt, darunter ein Schöpfungsbild.
- Beheimturm (Matscherhaus)

Der Beheimturm, auch Matscherhaus genannt, ist ein alter Wohnturm mit Schwalbenschwanzzinnen. 1237 gehörte es den Herren von Wangen, und 1290 war der Turm ein landesfürstliches Lehen. Vorübergehend war der Beheimturm in der frühen Neuzeit auch Gerichtssitz und Gefängnis. Auf der Rückseite des Beheimturms befindet sich ein Marmormedaillon von Gregor Schwenzengast. Wahrscheinlich kommt der Name von einem Lehensträger namens Wilhelm Peheim.
- Sachsalberhaus

Das heutige Sachsalberhaus diente seit dem 13. Jahrhundert als Behausung für die Geistlichkeit des Deutschen Ordens. Heute ist das Sachsalberhaus das Gerichtsgebäude von Schlanders. Der Marmorstein über der Eingangstür des Hauses erzählt die Geschichte des Hauses. Die heutige Gestalt des Hauses stammt von 1705.
- Ansitz Plawenn

Das Plawennhaus, auch Freienthurm genannt, ist heute das Rathaus von Schlanders. Es war früher ein Wohnturm, der zu einem Ansitz ausgebaut wurde. Das heutige Aussehen bekam der Edelsitz um 1720/30. Er besitzt ein Holzportal mit einem Diamatenquadermuster. Über dem Eingang befinden sich ein Hendl-Schlandersbergersches Wappen und ein barockes Marmorrelief der unbefleckten Muttergottes von Gregor Schwenzengast. Eine Besonderheit ist die Kapelle in der Hausmitte mit einem kleinen Turm. Der Wohnturm entstand noch im romanischen Mittelalter. Durch Heirat einer Gräfin Hendl kam dieser Ansitz noch im 19. Jahrhundert in den Besitz der Freisassen von Plawenn, nach denen er heute benannt ist.
- Widum Schlanders, Kommende

Früher diente das Widum als Kommende (Niederlassung) des Deutschen Ordens, der von 1235 bis 1811 die Pfarre Schlanders besaß. Darauf weisen das Ordenskreuz und die Jahreszahl 1765 noch heute am Eingangstor hin. Auffällig sind auch noch der Arkadenhof, die Marmorfreitreppe und der Säulengang, die auf den damaligen Wohncharakter hinweisen.
- Schlanderegg

- Krankenhaus Schlanders
Das Krankenhaus Schlanders wurde am 9. Februar 1958 eröffnet. Es diente als Bezirkskrankenhaus für den Vinschgau. Es wurde zwischen 2000 und 2008 umgebaut und modernisiert und beherbergt 106 Betten. Das Schlanderser Krankenhaus hat ein Einzugsgebiet mit 30.000 Einwohnern. Insgesamt 396 Mitarbeiter, davon 38 Ärzte, kümmern sich um das Wohl der Patienten.

- St. Jenewein

- Ladurnhof

- Kemathaus

- Schmalzhof

- St. Martin

- Trögerhaus

### Natur- und Kulturdenkmäler

#### Vinschgauer Sonnenberg
Schlanders liegt am Fuße des Sonnenberges.
Der Vinschgauer Sonnenberg erstreckt sich von der Töll bis nach Mals. Er ist wegen seiner Steppenvegetation und seines trockenen und submediterranen Klimas einmalig im gesamten Alpenraum.
An vielen Standorten, vor allem in der Nähe des Talbodens, wo die Bewirtschaftung durch den Menschen noch lohnend ist, befinden sich Weinterrassen und Kastanienhaine. In den höheren Lagen ist vorwiegend Steppenvegetation (Gräser, Hartblattgewächse, Sträucher, trockenliebende Bäume) anzutreffen.
Zahlreiche Tierarten, darunter die Smaragdeidechse, die Gottesanbeterin und verschiedene Schmetterlinge, haben hier ihre Heimat gefunden.
Am Sonnenberg befinden sich zudem besonders viele Schalensteine. Das sind Steinblöcke mit größeren und kleineren Vertiefungen und Symbolen, die von Menschenhand geschaffen wurden. Sie sind ab der Jungsteinzeit nachweisbar.

#### Waale

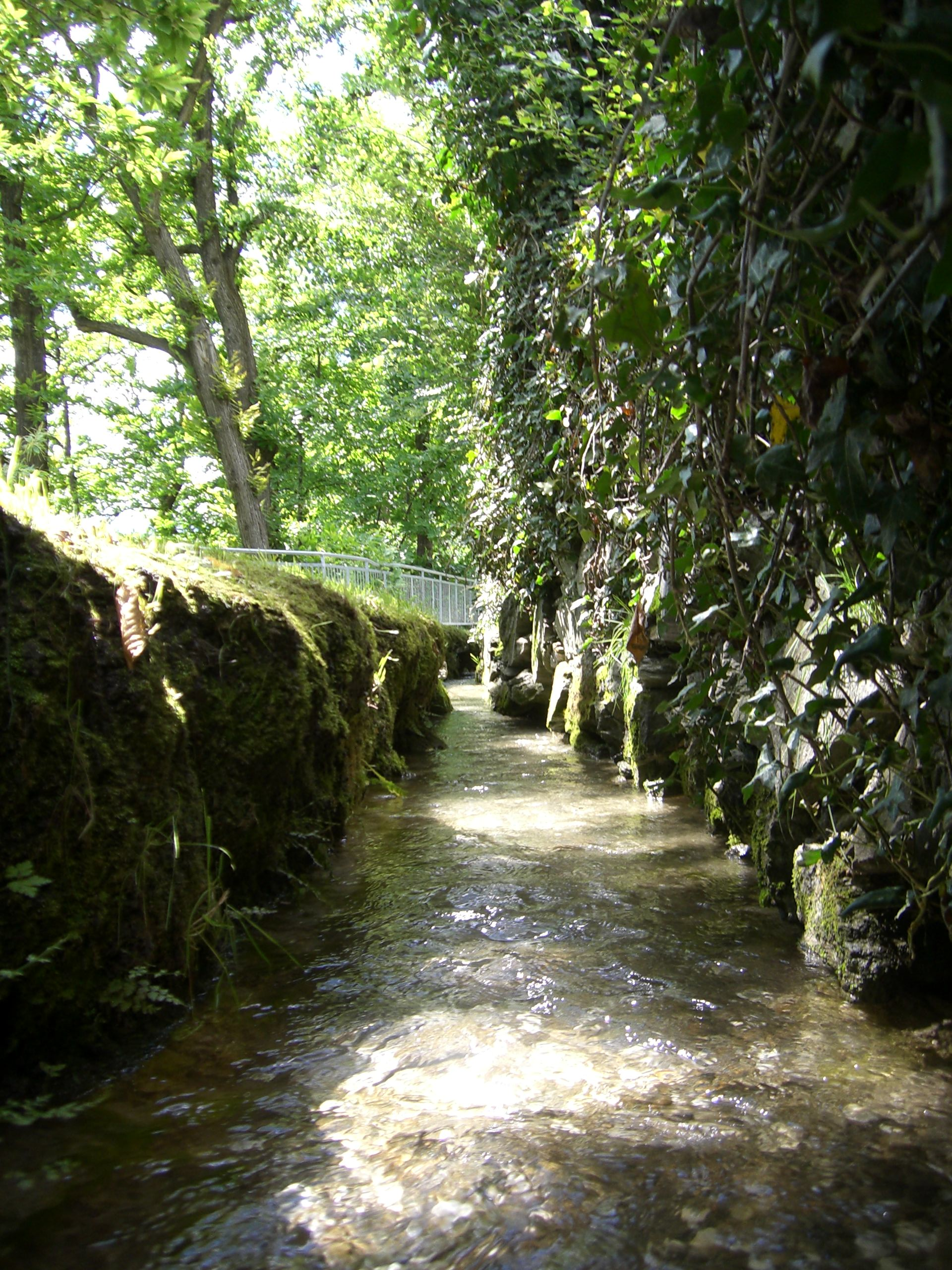
Der Köschtenwaal

Vor der Zeit der Mechanisierung haben die Bauern zum Teil sehr lange künstliche Wasserkanäle, sogenannte Waale, angelegt, in denen das Wasser aus den meist wasserreichen Seitentälern in die Hangwiesen des Haupttales geleitet wurde. Dies war notwendig, da es im Vinschgau eine hohe Niederschlagsarmut gab und gibt und somit die Hangwiesen künstlich bewässert werden. Seit circa 40 Jahren werden die Waale durch Beregnung ersetzt. Viele Waale sind inzwischen verfallen und werden nicht mehr genutzt. Allerdings werden einige Waale im Vinschgau instand gehalten und dienen als Wanderwege für Einheimischen und Touristen. In Schlanders gibt es noch mehrere Waale, wobei die meisten auch noch genutzt werden. Einer dieser Waale ist der Ilzwaal. Die Wasserfassung des Ilzwaales befindet sich am Schlandraunbach in der Nähe von Schloss Schlandersberg und führt gegen Westen entlang des Sonnenberges bis nach Kortsch. Unterhalb des Ilzwaales verläuft der „Köschtenwaal“. Der „Roppenwaal“, auch Vetzaner Waal genannt, hat seine Wasserfassung ebenfalls im Schlandrauntal und führt gegen Osten nach Vetzan.

### Brauchtum

#### Scheibenschlagen
Zu den ältesten Bräuchen zählt das Scheibenschlagen. Am ersten Fastensonntag des Jahres werden Scheiben aus Birken- oder Föhrenholz in der Größe von einem kleinen Teller auf eine Anhöhe hinaufgetragen. Bei Anbruch der Dämmerung wird dort ein Feuer entzündet. Die Holzscheiben, die in der Mitte ein Loch besitzen, werden an eine Haselrute gesteckt und anschließend in das Feuer gehalten, bis sie glühen. Mit großem Geschrei und Aufsagen bestimmter Reime wird nun die Scheibe über die Kante in das Tal geschleudert. Mit dem Scheibenschlagen soll der Winter vertrieben werden.

#### Herz–Jesu–Sonntag
Dieser Brauch geht auf das späte 18. Jahrhundert zurück. 1796 versprachen die Tiroler Landstände angesichts der drohenden Gefahr durch die Truppen Napoleons I. feierlich, das Land dem „Heiligsten Herzen Jesu“ anzuvertrauen und dessen jährlich zu gedenken. Der Herz-Jesu-Sonntag wird am zweiten Sonntag nach dem Fronleichnamsfest begangen. Andreas Hofer erneuerte 1809 das Gelöbnis vor der Schlacht am Bergisel gegen die Franzosen und Bayern. Als Andreas Hofers Truppen überraschend siegten, wurde der Herz-Jesu-Sonntag zum Feiertag gemacht. In Erinnerung daran werden Feuer auf den Bergen entzündet. Auch die Bergfeuer selbst haben einen geschichtlichen Hintergrund, denn in den Kriegszeiten wurden Bergfeuer als Zeichen für einen abgesprochenen Kampfbeginn entzündet. Am Herz–Jesu–Sonntag brennen die Höhenfeuer am Nördersberg und am Sonnenberg über Schlanders.

#### Maria-Namen-Prozession
Im Jahre 1799 leisteten die Schützen und die gesamte Bevölkerung ein Gelöbnis an Maria, da das Land Tirol von den Franzosen bedroht wurde. Man gelobte, das Gnadenbild „Unserer lieben Frau am Rein“ jedes Jahr in einer feierlichen Prozession durch den Ort zu tragen, falls Maria ihnen helfen würde. Tatsächlich konnten die Franzosen wenige Tage danach vertrieben werden.
Die Maria-Namen-Prozession findet am zweiten Sonntag im September statt. An diesem Tag werden das Patroziniumsfest und der weltliche Kirchtag gefeiert.

#### Nikolaus & Krampus
Der 5. Dezember ist der „Tuifltog“ (Teufeltag). An diesem Tag laufen bis zu 100 Krampusse durchs Dorf, welche durch ihre kunstvoll geschnitzten Holzmasken und langen Birkenruten nicht nur bei Kindern einen bleibenden Eindruck hinterlassen. Die Kostüme bestehen hauptsächlich aus Schafswolle und Ziegenfellen, jeder Krampus trägt auch eine Kuhglocke mit sich. Seit dem Jahr 1960 organisiert das „Nikolauskomitee Schlanders“ den traditionellen Nikolauseinzug, die anschließende Nikolausansprache auf dem Plawennpark und die Hausbesuche von Nikolaus und Krampus. Die Erlöse aus dem Verkauf der „Nikolaussacklen“ und der Hausbesuche kommen seit jeher wohltätigen Zwecken zugute.

#### Schützen
Das Schützenwesen besteht in Tirol und somit auch in Schlanders schon seit rund fünfhundert Jahren. Zur Zeit der Gründung (Tiroler Landlibell von 1511) hatten die Schützen noch die Aufgabe der Landesverteidigung zu erfüllen. Während des italienischen Faschismus wurde das Schützenwesen verboten. Seit den 1950er Jahren gibt es nun wieder in nahezu jedem Dorf Schützenkompanien, jedoch zählt die Landesverteidigung nicht mehr zu ihren Aufgaben. Die Schützen haben sich die Pflege von Religion, Tradition und Brauchtum zur Aufgabe gemacht. Auch die Schützenkompanie von Schlanders, im Jahre 1959 wiedergegründet, nimmt diese Aufgaben wahr. Sie ist mit der Schützenkompanie von St. Anton am Arlberg (Österreich) freundschaftlich verbunden und hält rege Kontakte zu den Tiroler Siedlungen in Südamerika.

## Gesellschaft und Arbeitstradition
Das kulturelle Leben von Schlanders ist stark von alten Traditionen geprägt. Diese wiederum stammen aus der bäuerlichen Vergangenheit und von geschichtlichen Abläufen, die zur Entwicklung von Schlanders und zur Orientierung auf eine selbstbewusste und aufgeschlossene Gesellschaft beigetragen haben. Zur Aufgeschlossenheit haben auch die vielen Touristen beigetragen, die seit rund fünfzig Jahren in Schlanders und Umgebung Erholung suchen.

### Landwirtschaft
Schlanders und sein Umland waren und sind agrarisch geprägt: Die Schlanderser Bauern vollzogen den Wandel von einfachen Viehbauern zu Obstbauern, die sich 1946 zu einer der größten Genossenschaften Europas (Genossenschaft der Obsterzeuger Schlanders, „GEOS“) zusammengeschlossen haben.
In einer Kurzcharakterisierung des Bezirkes Schlanders aus dem Jahre 1855 finden Getreide- und etwas Weinbau als Hauptzweige der Landwirtschaft Erwähnung, während vom Obstbau keine Rede ist. Erst in den Jahrzehnten nach 1860 begann sich der Anbau von Steinobst auszudehnen. Gründe dafür waren zum einen die sinkenden Getreidepreise, und zum anderen machte die kleinbäuerliche Betriebsstruktur neue Betriebszweige und eine Intensivierung der Landnutzung erforderlich. Nach dem Stand von 1896 betrug die Fläche der Gemüse- und Obstkulturen in Kortsch 20 ha, in Schlanders 16 ha, wobei die Areale der Edelkastanienhaine und der Hausgärten einbezogen wurden. Auf der Obst- und Gemüseausstellung im Jahre 1908 waren nicht weniger als 83 Apfel- und Birnensorten vertreten. Den Verkauf der Ernte besorgten anfangs Händler, welche diese mittels Pferdefuhrwerken verfrachteten. Mit der Eröffnung der Vinschgaubahn wurde der Export wesentlich erleichtert.
Ab etwa 1960 setzte der intensive Obstbau ein. Inzwischen ist die gesamte landwirtschaftlich nutzbare Fläche mit Obst belegt, wobei die Apfelsorte Golden Delicious dominiert. In den Hanglagen am Sonnenberg wird Wein angebaut, während die Bauern am Sonnenberg und Nördersberg Milchwirtschaft betreiben. Vereinzelt wachsen an den Hängen Kastanien und Marillen. Die landwirtschaftlich genutzte Fläche der in der GEOS zusammengeschlossenen Bauern beträgt 986 ha. Darauf wurden im Jahre 2007 insgesamt 6487 Waggons Äpfel produziert, davon 4550 Waggons der Sorte Golden Delicious. Außerdem wurden von den bäuerlichen Mitgliedsbetrieben 12 Waggons Aprikosen (Marillen) angeliefert.

### Dienstleistungen
Schlanders ist das Zentrum der Vinschgauer Dienstleistungseinrichtungen. Das Krankenhaus des Südtiroler Sanitätsbetriebs, drei Basisärzte sowie ein Sitz des Weißen Kreuzes sorgen für eine gute Versorgung im Sanitäts- und Gesundheitsbereich. Im Bürgerheim „Nikolaus von Flüe“ werden Senioren betreut. Auch der Sitz des Sozial- und Gesundheitssprengels liegt in Schlanders.

### Handwerk
Noch bis in das 20. Jahrhundert war das Handwerk eng mit der Landwirtschaft verbunden. Das hatte seinen Grund im Streben der Landwirte nach Selbstversorgung auch bei gewerblichen Erzeugnissen, Wirtschaftsgeräten oder Kleidung. Das veranlasste die Bauern zu einer vielfältigen handwerklichen Tätigkeit. Zum anderen war es speziell für die Kleinbauern wichtig, durch ein Handwerk oder hausgewerbliche Arbeiten eine zusätzliche Existenzbasis zu schaffen. Heute gibt es eigens ausgewiesene Handwerkerzonen in Kortsch und Vetzan, also in der unmittelbaren Umgebung von Schlanders. Die Industriezone von Vetzan gehört zu den größten im Vinschgau.

### Handel
Im Jahre 1930 gab es in Schlanders 29 Groß- und Einzelhandelsbetriebe, deren Zahl in den Folgejahren kaum anstieg. Nach dem Zweiten Weltkrieg begann eine rasche Belebung des Handelsbereiches. Heute bieten über 100 Geschäfte mit einer Gesamtfläche von 12.422 m² ihre Waren in Schlanders an.

## Wirtschaft
Schlanders hat sich durch die zentrale Lage und die vielseitigen Angebote zum Zentrum der Wirtschaft im Vinschgau entwickelt.
Die Ausgewogenheit der Wirtschaftszweige Landwirtschaft, Industrie, Handwerk, Handel und Tourismus erweist sich als Vorteil für Produktion und Beschäftigungslage. Die ausgeglichene Sektorenstruktur und die vielen kleinen und mittleren Betriebe bilden ein stabiles Wirtschaftsgefüge. Auch die Verwaltungsstrukturen und die Schulen tragen zur zentralen Bedeutung von Schlanders bei.
Der markanteste Wirtschaftszweig in der Marktgemeinde Schlanders ist der Obstbau. Die gesamte Tallage des Vinschgaus ist mit Apfelbäumen, in der großen Mehrheit mit Golden Delicious, bepflanzt. Hauptgründe für die besondere Qualität des Vinschger Apfels sind:
- die geringen Niederschläge
- die hohe Anzahl an Sonnentagen (über 200 im Jahr), besonders wichtig für Zuckergehalt und Farbe des Apfels
- die frische Luft, natürlicher Feind der Schädlinge, und die großen Temperaturschwankungen, die einen natürlichen „Kühlhaus-Effekt“ entstehen lassen, verlangsamen die Zellteilung und somit das Wachstum von Obst und Gemüse.

Um den Apfel wird eine Kultur aufgebaut, an der mit den Bauern auch der Tourismus beteiligt ist. Sichtbares Zeichen dafür ist das mehrtägige Apfelfest, das alljährlich im Frühjahr gefeiert wird.

### GEOS – Genossenschaft der Obsterzeuger in Schlanders
Zehn Bauern aus Schlanders gründen am 2. März 1946 die Genossenschaft der Obsterzeuger in Schlanders (GEOS). Zentrales Produkt ist der Apfel – konkret die Sorte Golden Delicious. Die Genossenschaft zählt 345 Mitglieder, die insgesamt 870 Hektar Anbaufläche bearbeiten. Es sind ca. 150 Mitarbeiter beschäftigt. Im Jahr werden 56.597 Tonnen Ernte exportiert.

### Fußgängerzone Schlanders und die Entwicklung des Handels
Der Handel in Schlanders hat sich erst in jüngerer Zeit entwickelt, denn im 19. und auch bis zur Mitte des 20. Jahrhunderts war Schlanders als Marktort und Handelsort ohne größere Bedeutung. Im Jahre 1930 gab es 29 Groß- und Einzelhandelsbetriebe, deren Zahl in den Folgejahren kaum anstieg. Nach dem II. Weltkrieg begann eine Belebung des Handelsbereiches. Unter allen Gemeinden des Vinschgaus hat Schlanders in der Anzahl der Einzelhandelsbetriebe heute die Spitzenposition übernommen. Die Fußgängerzone bildet heute das Herzstück von Schlanders und weist eine Vielzahl von Fachgeschäften auf. Dazu kommt eine – wenn auch überschaubare – Auswahl an Gastbetrieben.

### Industriezone Vetzan
Die industrielle Entwicklung von Schlanders erfuhr durch die Ausweisung der Industriezone von Vetzan 1973 einen großen Aufschwung. Durch diesen Ausbau konnten sich bereits vorhandene Betriebe weiterentwickeln und neue ansiedeln.

### Basis Vinschgau Venosta
2019 wurde im Areal der ehemaligen Drusus-Kaserne, 1936 vom faschistischen Regime in Bahnhofsnähe errichtet und bis 1995 in Betrieb, ein Gründer- und Innovationszentrum eingerichtet. Es versteht sich als ein Ort für den Austausch und die Vernetzung von zeitgemäßer Ökonomie, Bildung, Kunst und soziokultureller Innovation und fungiert als Denkfabrik, Veranstaltungsort und Plattform für Kreativität.
2022 wurden in einer „Nacht- und Nebel-Aktion“ Teile des Kommandogebäudes auf Geheiß von Bürgermeister Dieter Pinggera abgerissen, ehe die Arbeiten durch das Landesdenkmalamt gestoppt und gegen die Gemeindeverwaltung Klage eingereicht wurde.

## Bildung
In der Gemeinde Schlanders gibt es zahlreiche Bildungseinrichtungen, die – wie in Südtirol üblich – im Bereich der öffentlichen Primar- und Sekundarstufen nach Sprachgruppen aufgeschlüsselt sind.
Der deutschen Sprachgruppe stehen im Hauptort Schlanders sowie in den Ortschaften Göflan, Kortsch und Vetzan jeweils Kindergärten und Grundschulen zur Verfügung. Eine Mittelschule gibt es nur im Hauptort Schlanders. Dort sind auch weiterführende Schulen, die große Teile des Vinschgaus bedienen, angesiedelt, nämlich das Oberschulzentrum Schlanders, bestehend aus einer Technologischen Fachoberschule, einer Wirtschaftsfachoberschule, einem Sprachengymnasium und einem Realgymnasium, sowie die Landesberufsschule. In Kortsch besteht zudem eine Fachschule für Hauswirtschaft und Ernährung.
Schlanders ist die einzige Gemeinde des Vinschgaus mit Bildungsangeboten für die italienische Sprachgruppe. Diese umfassen einen Kindergarten, eine Grundschule und eine Mittelschule.

## Verkehr

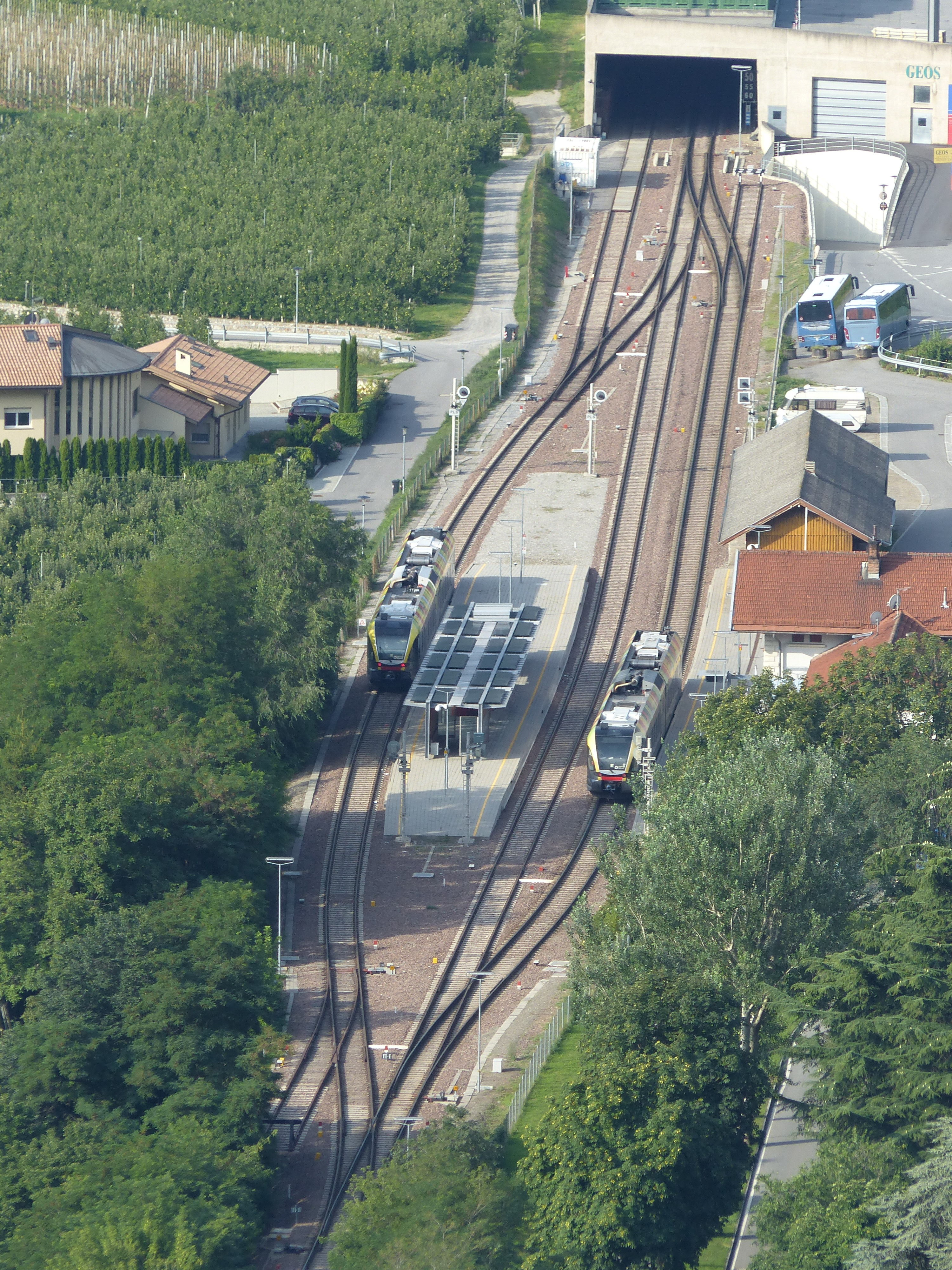
Bahnhof Schlanders

Für den Kraftverkehr ist Schlanders in erster Linie durch die SS 38 erschlossen. Zudem wird das Gemeindegebiet von der Vinschgaubahn, die am Bahnhof Schlanders eine Zugangsstelle bietet, und der Radroute 2 „Vinschgau–Bozen“ durchquert.

## Sport
Schlanders ist auch ein wichtiges Zentrum des Sports, der vor allem auf Vereinsbasis organisiert ist. Die Angebote reichen von Fußball über Yoseikan Budo bis Tennis und Snowboard.
Es gibt eine große Sportzone in Schlanders mit zwei Fußballplätzen, einer Großraum-Turnhalle, drei Tennisplätzen, einem Freischwimmbad, einer Minigolfanlage und einem Beachvolleyballfeld.
Der vereinsorganisierte Sport in Schlanders (Auswahl):
- Alpenverein Südtirol (AVS) Sektion Schlanders

Die Sektion Schlanders des Südtiroler Alpenvereins bietet ein Tourenprogramm und alpine Ausbildung mit fachlich qualifizierten Tourenleitern, Wander- und Jugendführern für Interessierte jeden Alters.
- Amateursportverein Schlanders/Raiffeisen

Im Jahre 1953 wurde der Sportclub Schlanders vom damaligen Präsidenten Ernst Moser gegründet. 1964 konnte seine Fußballmannschaft erstmals die Vinschger Fußballmeisterschaft gewinnen. In den 1990er Jahren feierten Jugendmannschaften Landesmeistertitel und Pokalsiege im Vinschgau. Mitte der 1990er Jahre wurde der ersehnte Aufstieg der 1. Mannschaft in die 1. Amateurliga sichergestellt. Seit 2005 spielt der Amateursportverein Schlanders/Raiffeisen in der 2. Amateurliga.
- Athesis – SUB

Im Jahre 2002 wurde der erste Taucherverein im Vinschgau gegründet. Die erste Vollversammlung fand am 11. April 2002 in der Eurobar statt. Der Tauchverein erhält von der Freiwilligen Feuerwehr Göflan Unterstützung beim Füllen der Tauchflaschen. Diese Unterstützung macht es den Tauchern möglich, Tauchkurse in Zusammenarbeit mit Tauchlehrern sowie Exkursionen in die einheimischen Gewässer und darüber hinaus zu organisieren.
- Yoseikan Budo

Im Jahr 1986 wurde der Yoseikan-Budo-Verein gegründet. Er zählt mittlerweile ca. 100 aktive Mitglieder. Als Hauptanliegen gilt dem Verein die Ausbildung der Kinder.
- Schwimmclub Vinschgau/Raiffeisen

Der Schwimmclub Vinschgau/Raiffeisen wurde 1997 gegründet und hat 40 Mitglieder, die aus dem gesamten Vinschgau kommen. Er wird von Roland Lechthaler und dem Sektionsleiter Siegmar Trojer geleitet. Der Schwimmclub Vinschgau/Raiffeisen nimmt regelmäßig an Wettkämpfen teil: Landesmeisterschaft, VSS-Wettkämpfe, Kufstein und Wörgl.
Zu den größten Erfolgen zählen die Siege von Devid Lechthaler.
- Sportschützen Schlanders/Kortsch

Die Sektionsneugründung der Sportschützen Schlanders/Kortsch war im Jahr
1986. Der Schießstand findet sich im Haus der Dorfgemeinschaft in Kortsch.
- Kegelclub

1989 wurde der Kegelclub gegründet. Er knüpft an die alte Kegeltradition in Schlanders an. Der Kegelclub bestreitet südtirolweit Kegelwettkämpfe.
- Sportkletterverein Schlanders

Am 5. Juni 2008 wurde von Christian Gamper, Karlheinz Telser, Jakob Pedross und Werner Wallnöfer der Sportkletterverein Schlanders (SKS) gegründet. Das Ziel der Vereinigung war es, noch im selben Jahr einen Boulderwettkampf auf Göflaner Marmorblöcken abzuhalten. Nachdem die Veranstaltung relativ guten Zuspruch erhielt, beschäftigt sich der Verein übers Jahr mit aktiver Sportkletterei und organisiert einmal jährlich eine Neuausgabe des Marmor-Cup-Festivals in Zusammenarbeit mit der Alpenvereins-Sektion Schlanders.
- Zwölfkampf

Es gab ein in den 1980er und 90er Jahren durchgeführtes offenes Kräftemessen in 12 verschiedenen Disziplinen über das ganze Jahr verteilt und aus allen Sportarten von Leichtathletik, Schwimmen bis zu den Wintersportarten und Schießen bestehend. Die Gruppe hat sich aufgelöst.
Es existieren weiters folgende Hobbyvereine (Auswahl):
- Modelleisenbahnclub Schlanders
- Schaumpfeifen-Verein
- Freunde der Briefmarke
- Fischerklub Kortsch

## Persönlichkeiten

### Mit der Gemeinde verbunden
- Martin Theimer (1778–1838), 1778 in Schlanders geboren. Er bereitete als Verbindungsmann Erzherzog Johanns den Aufstand von 1809 gegen die Franzosen vor, erhielt den Maria-Theresien-Orden und wurde in den Freiherrenstand erhoben. Er starb 1838.
- Josef Daney, 1782 in Schlanders geboren. Er war ein mehrere Sprachen sprechender Priester und kämpfte gegen die Franzosen im Jahre 1809. Er starb 1826. Nach ihm ist die „Josef-Daney-Gasse“ benannt.
- Matthias Purtscher, Schulmeister in Schlanders, er tat sich mit Theimer und Daney im Krieg gegen die Franzosen hervor.
- Hans von Vintler, 1837 in Schlanders geboren, Dichter † 1890.
- Karl Schönherr (1867–1943), war Doktor der Medizin und Schriftsteller, verbrachte einen Teil seines Lebens in Schlanders (* 1867 Axams; † 1943 Wien).
- Heinrich Vögele, lebte 1806 bis 1862, war Arzt, hat die Aufforstungen am Vinschgauer Sonnenberg gefördert und stiftete das Vinzenzheim („Vögelehaus“).
- Marian Joseph Tumler (1887–1987), 1887 am Bergbauernhof „Kopf am Egg“ am Schlanderser Nördersberg geboren, war Theologe und von 1948 bis 1970 Hochmeister des Deutschen Ordens, er starb 1987 in Wien.
- Franz Tumler (1912–1998), eigentlich Franz Ernest Aubert Tumler, war ein österreichischer Schriftsteller mit Wurzeln in Schlanders, das er immer wieder besuchte.
- Ernst Müller (* 1951), in Schlanders geborener Maler
- René Gusperti (* 1971), in Schlanders geborener Schwimmer
- Klaus Pobitzer (* 1971), in Schlanders geborener Künstler
- Christoph Prantner (* 1971), in Schlanders aufgewachsener Journalist und politischer Berater
- Robert Fliri (1976–2025), in Schlanders geborener Erfinder des modernen Barfußschuhs
- Dominik Plangger (* 1980), in Schlanders geborener Musiker, Liedermacher, Autor und Komponist
- Thomas Moriggl (* 1981), in Schlanders geborener Langläufer der italienischen Nationalmannschaft
- Barbara Moriggl (* 1982), in Schlanders geborene Langläuferin der italienischen Nationalmannschaft
- Hans Hofer (* 1983), in Schlanders geborener Regisseur und Drehbuchautor
- Imelda Gruber (* 1986), in Schlanders geborene Naturbahnrodlerin
- Sven Sachsalber (1987–2020), in Schlanders geborener Künstler
- Hagen Patscheider (* 1988), in Schlanders geborener Skirennläufer
- Christian Schwarz (* 1988), in Schlanders geborener Naturbahnrodler, Juniorenweltmeister
- Melanie Schwarz (* 1989), in Schlanders geborene Naturbahnrodlerin, Mannschaftswelt- und Europameisterin
- Sara Bachmann (* 1995), in Schlanders geborene Naturbahnrodlerin
- Melanie Kuenrath (* 1999), in Schlanders geborene Fußballspielerin
- Jasmin Coratti (* 2001), in Schlanders geborene Snowboarderin

### Ehrenbürger
- Karl Tinzl (†), Ehrenbürgerschaft verliehen am 24. November 1963
- Kurat Alfred Malknecht (†), Ehrenbürgerschaft verliehen am 25. Mai 1965
- Franziska Kaaserer (†), Ehrenbürgerschaft verliehen am 28. Juni 1977
- Josef Schgör (†), Ehrenbürgerschaft verliehen am 28. Juni 1977
- Luis Regensburger (†), Ehrenbürgerschaft verliehen am 28. Juni 1977
- Pater Marian Tumler (†), Ehrenbürgerschaft verliehen am 10. November 1977
- Josef Schönauer, Altdekan (†), Ehrenbürgerschaft verliehen am 6. März 1980
- Erich Müller, Altbürgermeister (†), Ehrenbürgerschaft verliehen am 28. Dezember 1992
- Hans von Elzenbaum, Arzt (†), Ehrenbürgerschaft verliehen am 28. Dezember 1992
- Karl Grasser, akadem. Bildhauer (†), Ehrenbürgerschaft verliehen am 13. September 2012
- Heinrich Kofler, Altbürgermeister (†), Ehrenbürgerschaft verliehen am 13. September 2012
- Josef Mair, Dekan, Ehrenbürgerschaft verliehen am 13. September 2012

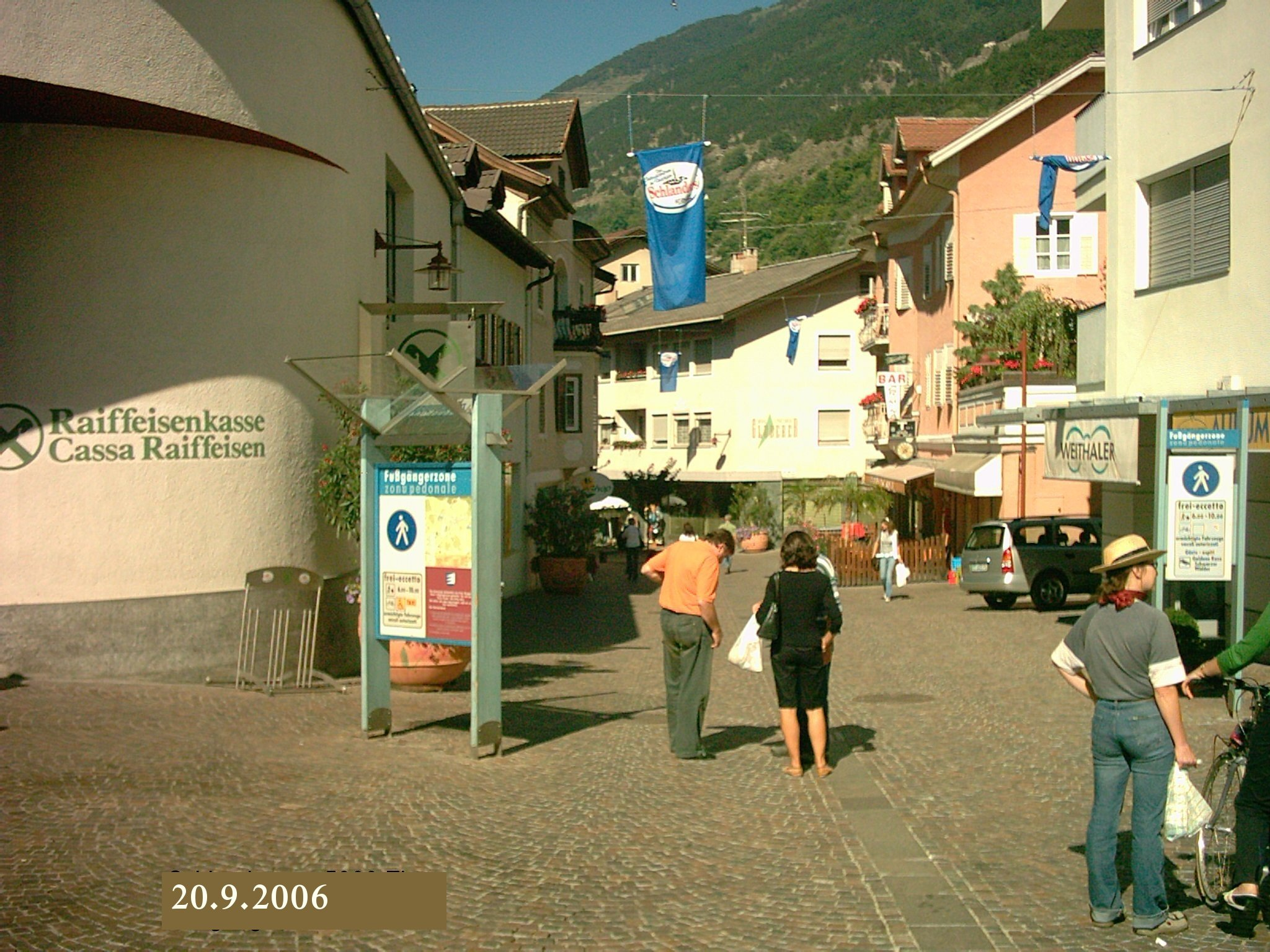
Fußgängerzone
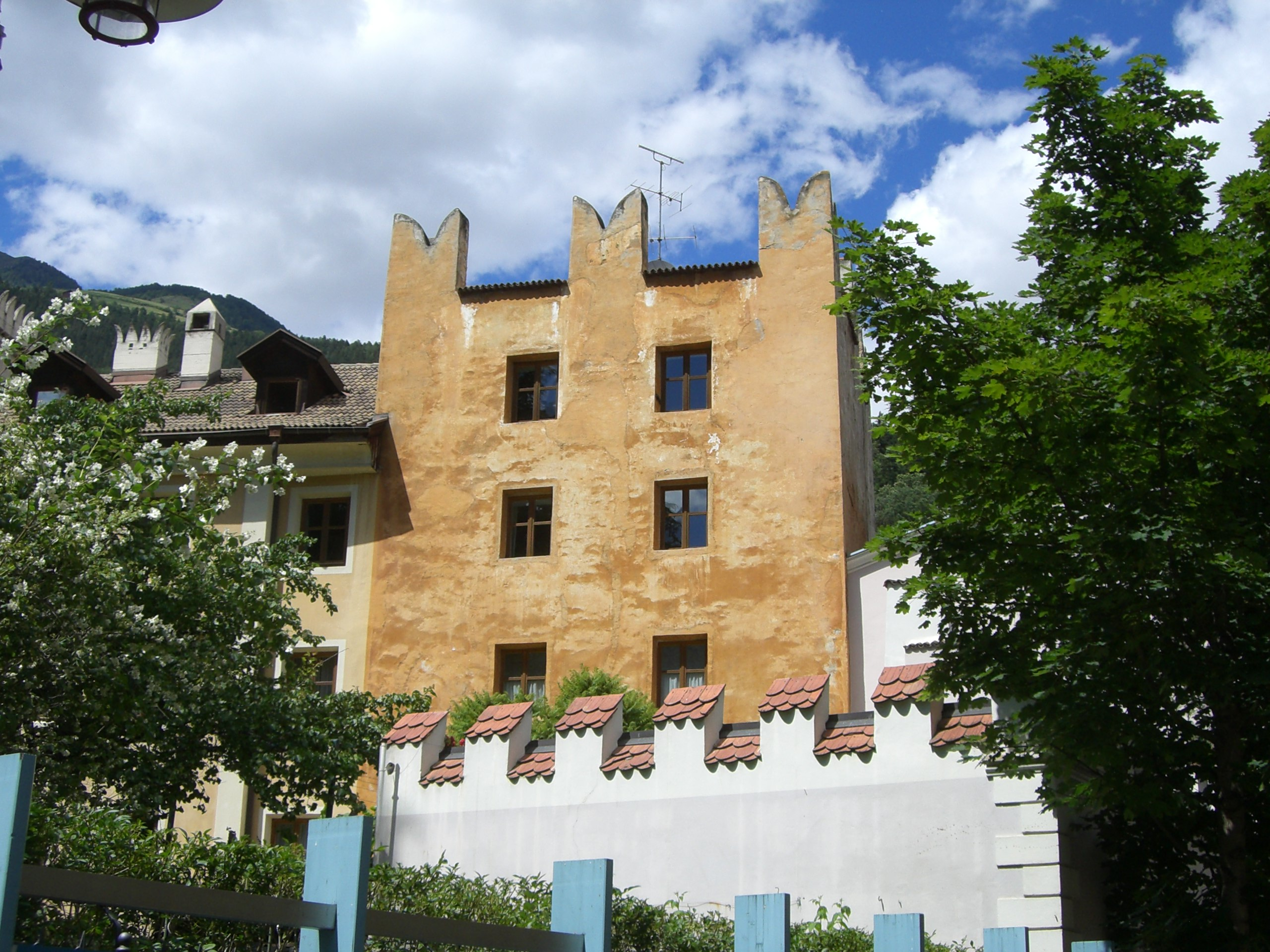
Das Matscherhaus bzw. Beheimturm
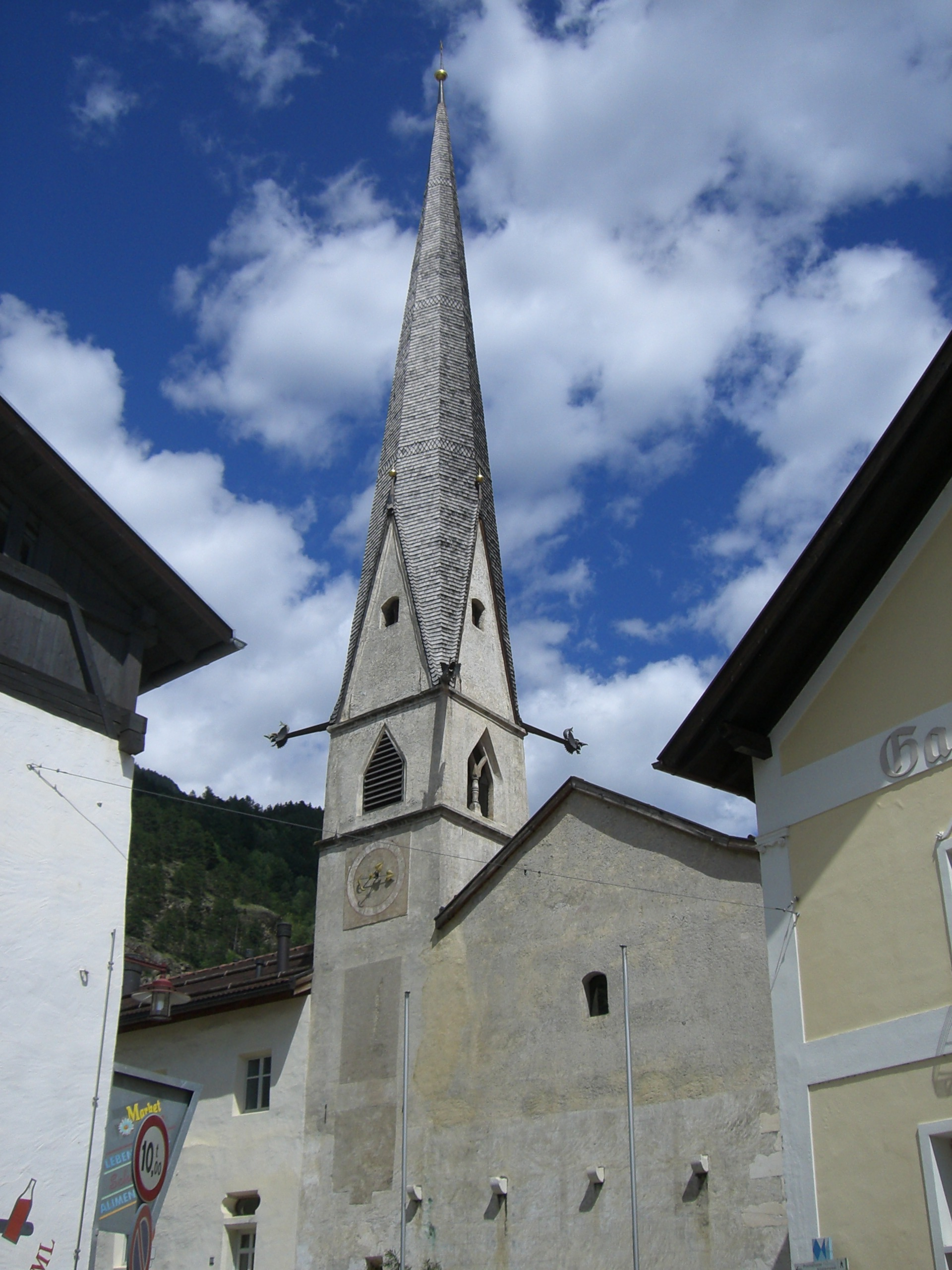
Spitalkirche
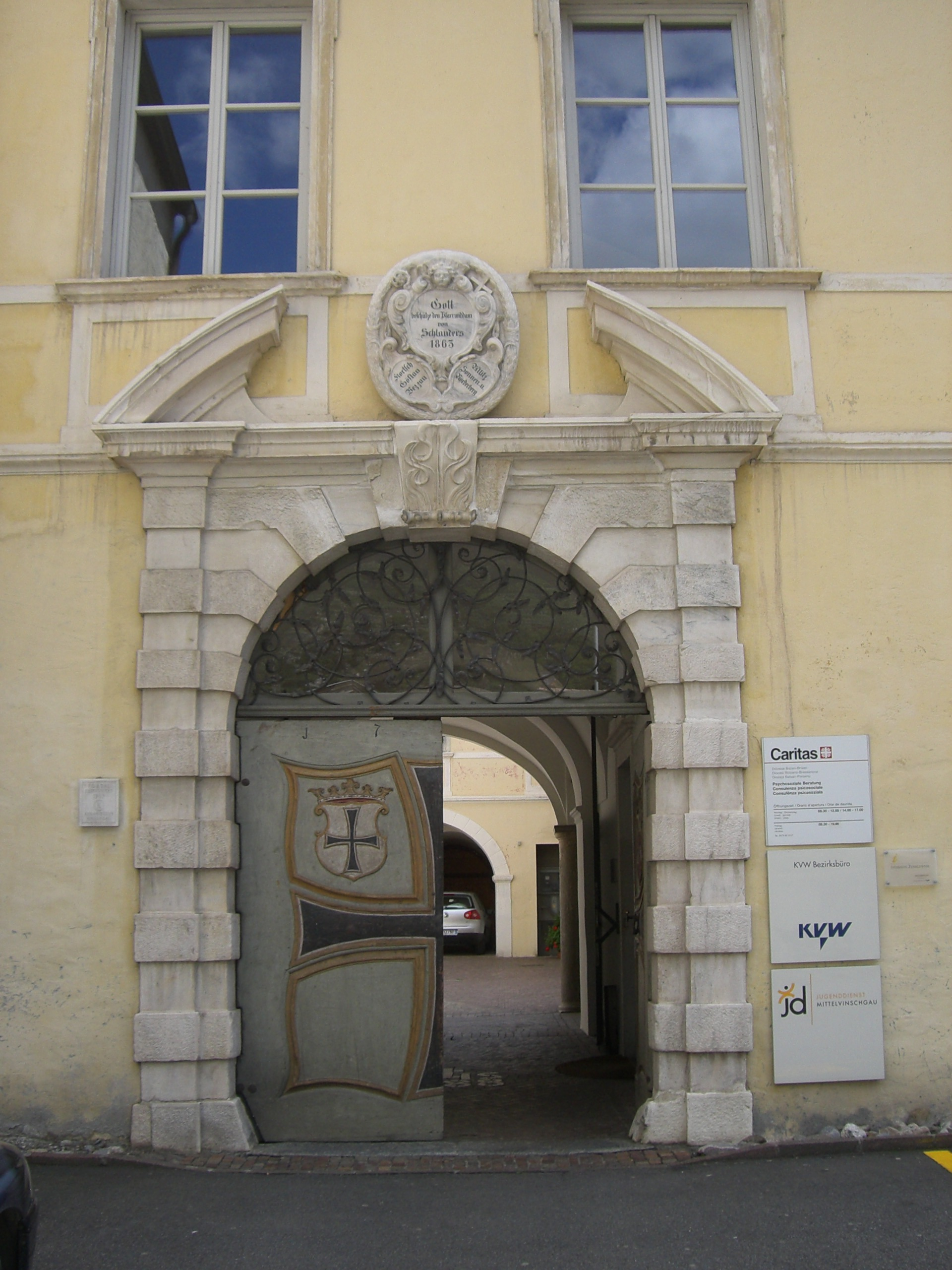
Eingangstor Widum Schlanders
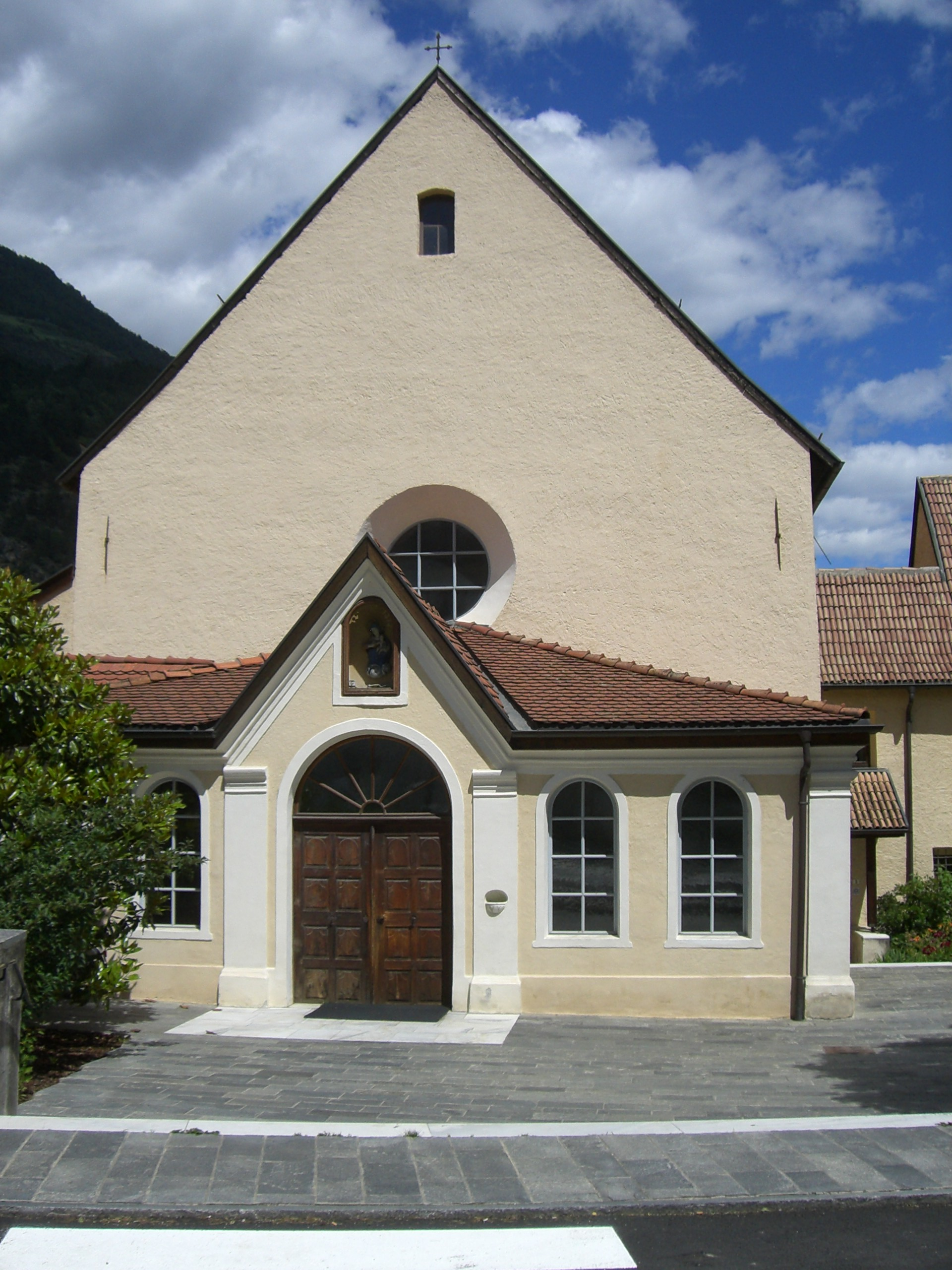
Das Kapuzinerkloster von Schlanders
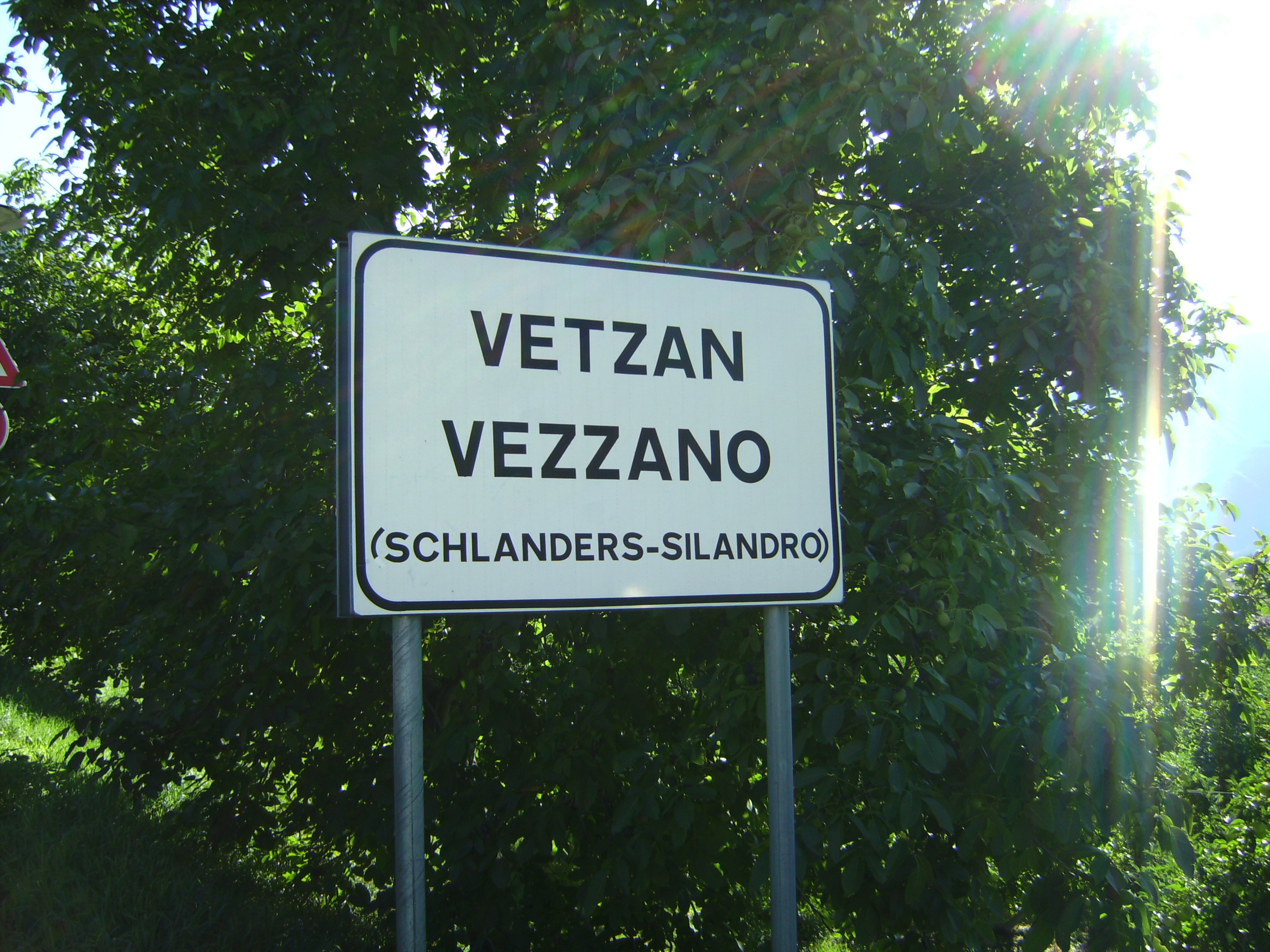
Ortsschild der Fraktion Vetzan